# Pneumatique (véhicule)
Pour les articles homonymes, voir Pneumatique.

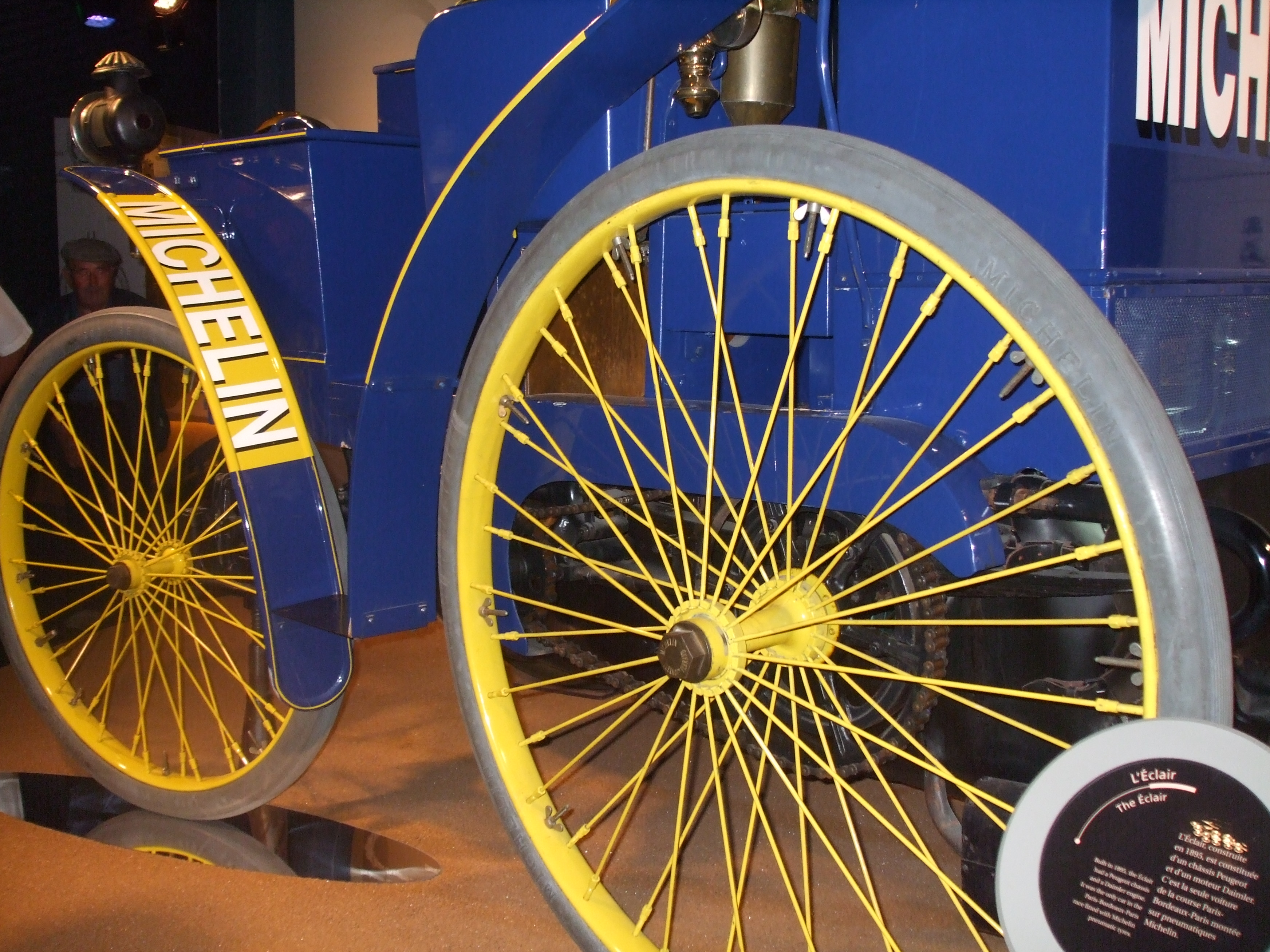
L'Éclair, à châssis Peugeot et à moteur Daimler, équipé des premiers pneumatiques automobile Michelin, en 1895.

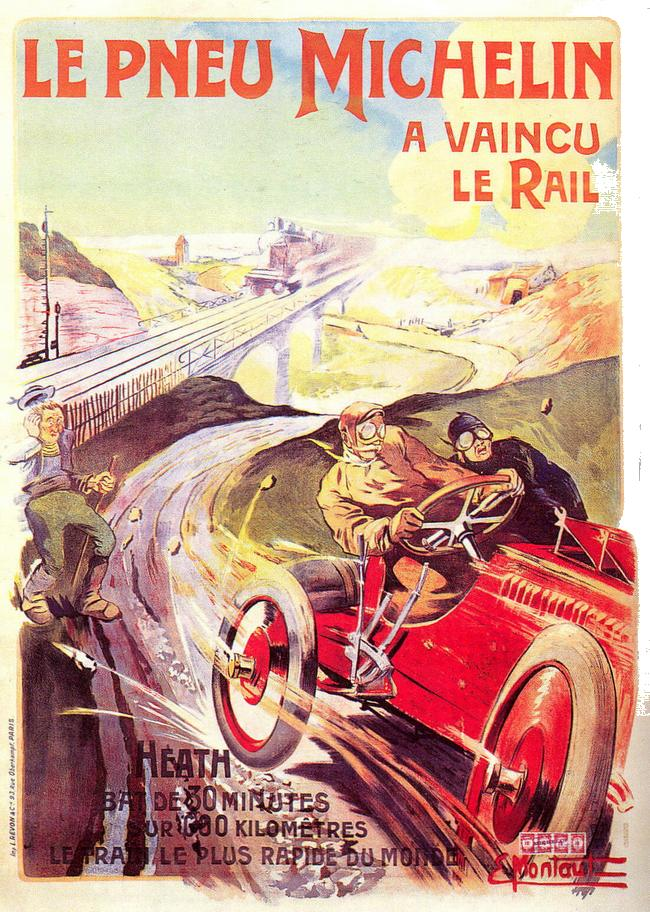
Le pneumatique bat (provisoirement) la roue en acier (fin des années 1900).

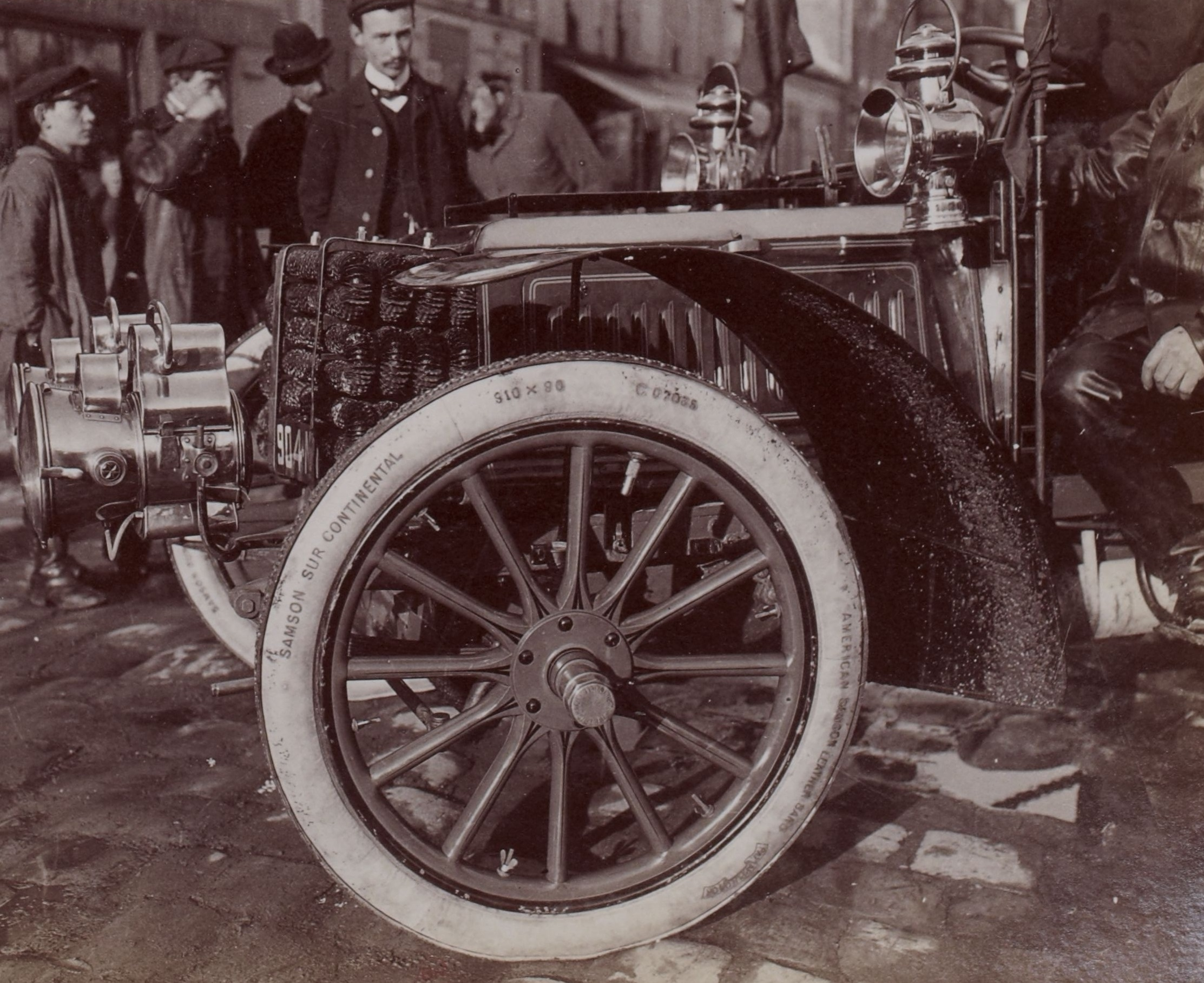
Pneumatique Samson sur Continental en 1905 (Concours de la roue, à Puteaux).

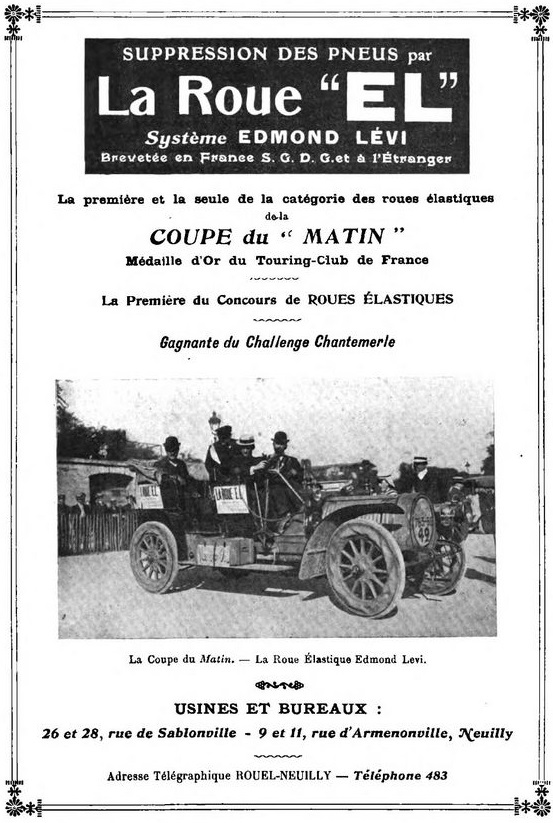
La roue increvable élastique 'EL' (1907).

Un pneu, apocope de pneumatique, forme abrégée de bandage pneumatique , est, par opposition au bandage plein, un objet à l'état solide, souple, de forme torique, fabriqué à partir de gomme, de textiles et de métaux. Il est conçu pour être monté sur la jante d'une roue et gonflé avec un gaz sous pression, habituellement de l'air ou de l'azote. Il assure le contact de la roue avec le sol, procurant une certaine adhérence, un amortissement des chocs et des vibrations facilitant ainsi le déplacement des véhicules terrestres et autres véhicules en configuration terrestre.

## Secteur économique

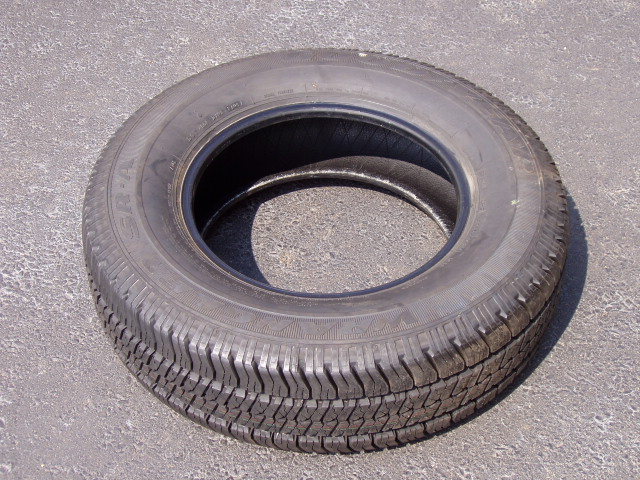
Un pneumatique d'automobile moderne.

En 2013, le marché du pneu dans le monde était, selon Tire business, de 141 milliards de dollars de chiffre d'affaires, en grande partie partagé par cinq géants et autour d'eux par environ vingt-cinq grands groupes internationaux dont le coréen Hankook en forte croissance et qui pourrait donc rejoindre le groupe de grands.
Le japonais Bridgestone (26,2 milliards de dollars de chiffre d'affaires pour son secteur pneus en 2017) domine le marché devant Michelin (23,4 milliards), Goodyear (14,6 milliards), Continental (12,6 milliards), Pirelli (6,1 milliards). Tous cherchent à s'implanter dans les pays « émergents » où le marché automobile ne semble pas encore saturé. Michelin a ainsi créé « quatre usines géantes » dont celle de Shenyang II (Chine) qui couvre 72 hectares et devrait couter 1,1 milliard sur cinq ans. Hankook cherche à pénétrer l'Europe, avec notamment une usine géante annoncée en Hongrie (douze millions de pneus par an).
La profession est représentée par diverses organisations, dont en Europe par :
- l'ETRMA (European tyres and manufacturers’ association) ;
- en France par le Syndicat des Professionnels du Pneu créé en 1929 rebaptisé « Chambre Nationale du Commerce du Pneumatique et des Industries de Rechapage » en 1953, avant de devenir « Les Pros du pneu » en 1993 et le « Syndicat des professionnels du pneu » en 2012 (avec plus de mille distributeurs indépendants ou affiliés à huit grands réseaux ou enseignes nationales, ainsi que des représentants de grands manufacturiers, grossistes et importateurs de pneus)[3] ;
- et le Syndicat national du caoutchouc et des polymères, créé le 22 janvier 1863 sous le nom de Chambre syndicale du caoutchouc à Paris, puis renommé « Syndicat professionnel du caoutchouc, gutta-percha, tissus élastiques, toiles cirées, toiles cuir ! » en 1884.

La conception, la fabrication et la commercialisation des pneumatiques représentent toute l'activité économique « amont » du secteur de la fabrication de pneumatiques. C'est une activité quantitativement importante dans le monde : on estimait au début des années 1990 que des millions de pneus étaient mis en décharge et qu'on en produisait environ un par personne et par an, ce qui a justifié la mise en place de filières économiques « aval » consacrées au recyclage et à la valorisation énergétique des pneus en fin de vie.

## Histoire

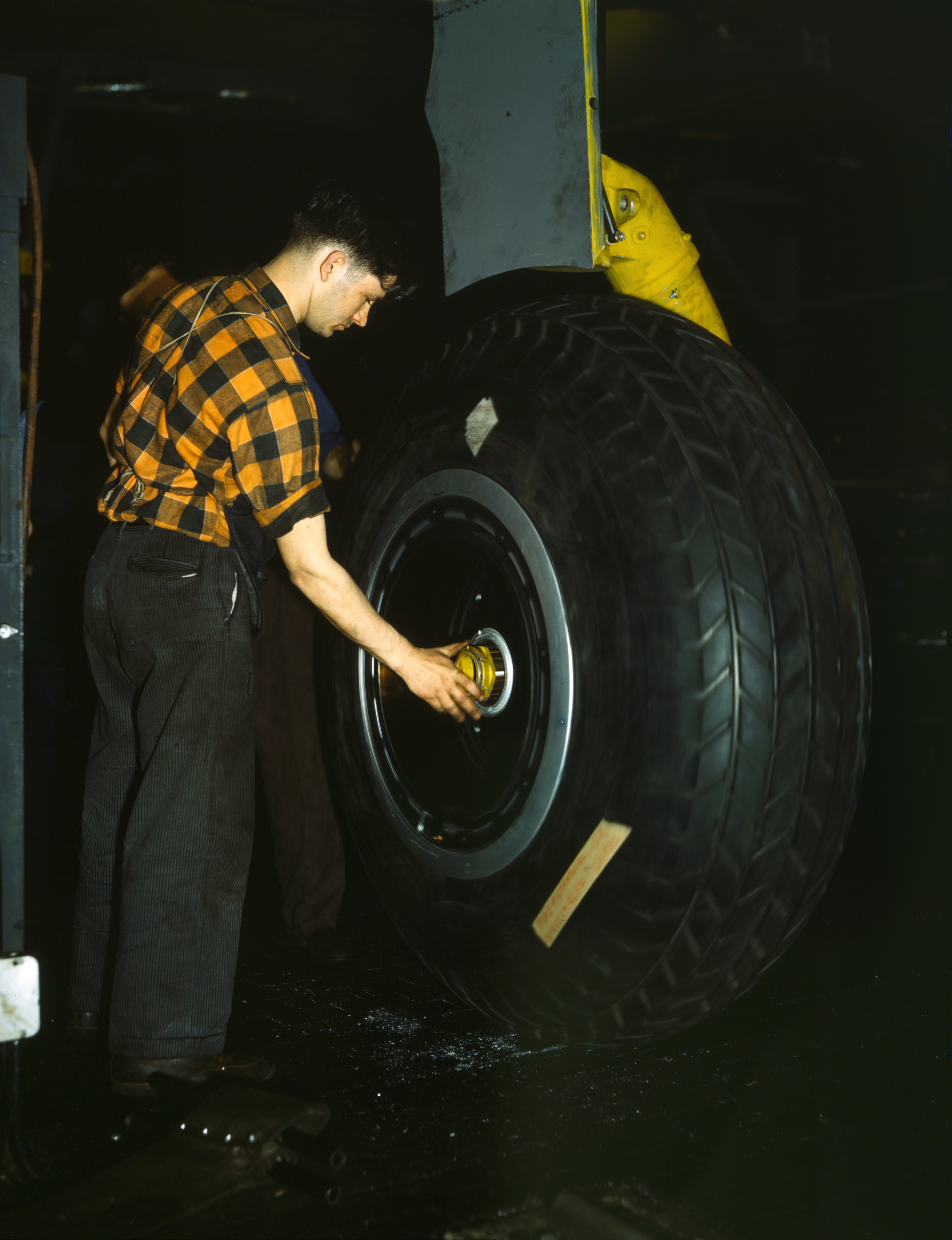
Pneu sur une roue d'avion à l'inspection, dans les années 1940.

Après avoir fait breveter un pneu à air avec valve, John Boyd Dunlop, vétérinaire de formation fonde en 1889 sa première manufacture de pneumatiques. Les vélos peuvent ainsi rouler sur des pneus qui sont des boudins de caoutchouc gonflés d’air et entourant une jante métallique. Si le confort est amélioré, en cas de crevaison, changer de pneu est une opération longue et délicate.
Édouard Michelin aurait rencontré un cycliste anglais demandant une réparation lors de son passage à Clermont-Ferrand. Ce cycliste lui aurait donné l'idée de la chambre à air. Édouard et son frère André Michelin inventent un nouveau système de pneu avec chambre à air qui est breveté en 1891. Le nouveau pneu est mis à l'épreuve de la réalité la même année par Charles Terront qui sort vainqueur de la première course cycliste Paris-Brest-Paris. L'invention est un succès immédiat, et pas seulement dans le monde du vélo : très vite, l'automobile s'empare à son tour du pneu, remplaçant les bandages pleins par des bandages pneumatiques. Conçue et fabriquée par Michelin, L'Éclair est la première voiture sur pneus (1895).
En 1899, La Jamais contente, première voiture à atteindre les 100 km/h, est équipée de pneus Michelin. Après les cycles et les voitures, c'est le tour des voitures d’enfants et même des fiacres d'en être équipés.
En 1929, un pneu pour rouler sur les rails est mis au point pour équiper la Micheline. La même année le pneu sans chambre à air, dit « Tubeless » (appellation anglophone) est inventé par un Britannique d'origine néo-zélandaise du nom d'Edward Brice Killen. Il serait préférable de dire pneu avec chambre incorporée, car la chambre à air est remplacée par une gomme d'étanchéité à l'intérieur du pneu. L'élastomère généralement utilisé est du butyle car son étanchéité est dix fois supérieure à celle du caoutchouc naturel (isoprène). Le butyle a l'inconvénient de ne pas se lier facilement avec les autres élastomères. Pour favoriser la liaison, on lui incorpore des halogènes tel que le chlore.
Le premier pneu à clous pour rouler sur le verglas ou la glace est mis au point en 1933.
L'utilisation d'une structure à carcasse radiale est brevetée le 4 juin 1946 par Michelin. La première voiture à en être équipée en série était la Citroën Traction Avant[réf. souhaitée].
En 1951, le métro de Paris (chemin de fer métropolitain) expérimente le métro sur pneus ; 4 lignes ont été équipées, mais désormais, le roulement ferroviaire offre un niveau de confort comparable.
Le pneu a, depuis, beaucoup évolué dans des sens très différents : pneus à lamelles pour une meilleure adhérence sur la neige, pneus offrant une moindre résistance au roulement pour économiser du carburant, pneus sans chambre, etc.
Aujourd'hui, la plupart des pneus, sauf de vélo, sont sans chambre (tubeless). Cependant certaines motos de rallye-raid, d'enduro ou de moto-cross sont équipées de « pneus » où la chambre à air est remplacée par une garniture de « bib-mousse » inventée par Michelin et reprise par d'autres fabricants, dont l'effet équivaut à une pression d'air de 0,9 à 1,3 bar (mais qui ont une courte durée de vie, encore diminuée par une utilisation intense, et sont marqués NHS (Not for Highway Service) et donc ne doivent pas être utilisés sur voie publique).
Plusieurs pneus sans air, increvables, sont développés par Michelin. Le Tweel est le premier à être commercialisé, dans les années 2010, mais ne supporte pas les grandes vitesses et équipe seulement les engins agricoles et les engins de chantier. Le Uptis est conçu ensuite, en partenariat avec General Motors ; présenté en juin 2019, ses flancs structurés en rayons ont une forme et une architecture spécifiques conçues pour procurer la résistance aux pressions et une grande flexibilité en cas de chocs. Ses quatre innovations majeures sont le sans air, la possibilité d'être connecté, la fabrication possible par impression 3D, et son caractère durable par les matériaux qui le composent. Il pourrait être commercialisé en 2024.
En 2022, l'Inde s'aligne sur les règlements de l'ONU.

## Constitution
Un pneu est constitué de caoutchouc (naturel et artificiel), d'adjuvants chimiques (soufre, noir de carbone, huiles, etc.), de câbles textiles et métalliques. Il est traditionnellement divisé en trois grandes zones : la « zone sommet », en contact avec le sol, la « zone flanc », latérale, et la « zone bourrelet » (ou « zone basse »), en contact avec la jante.

### Zone sommet

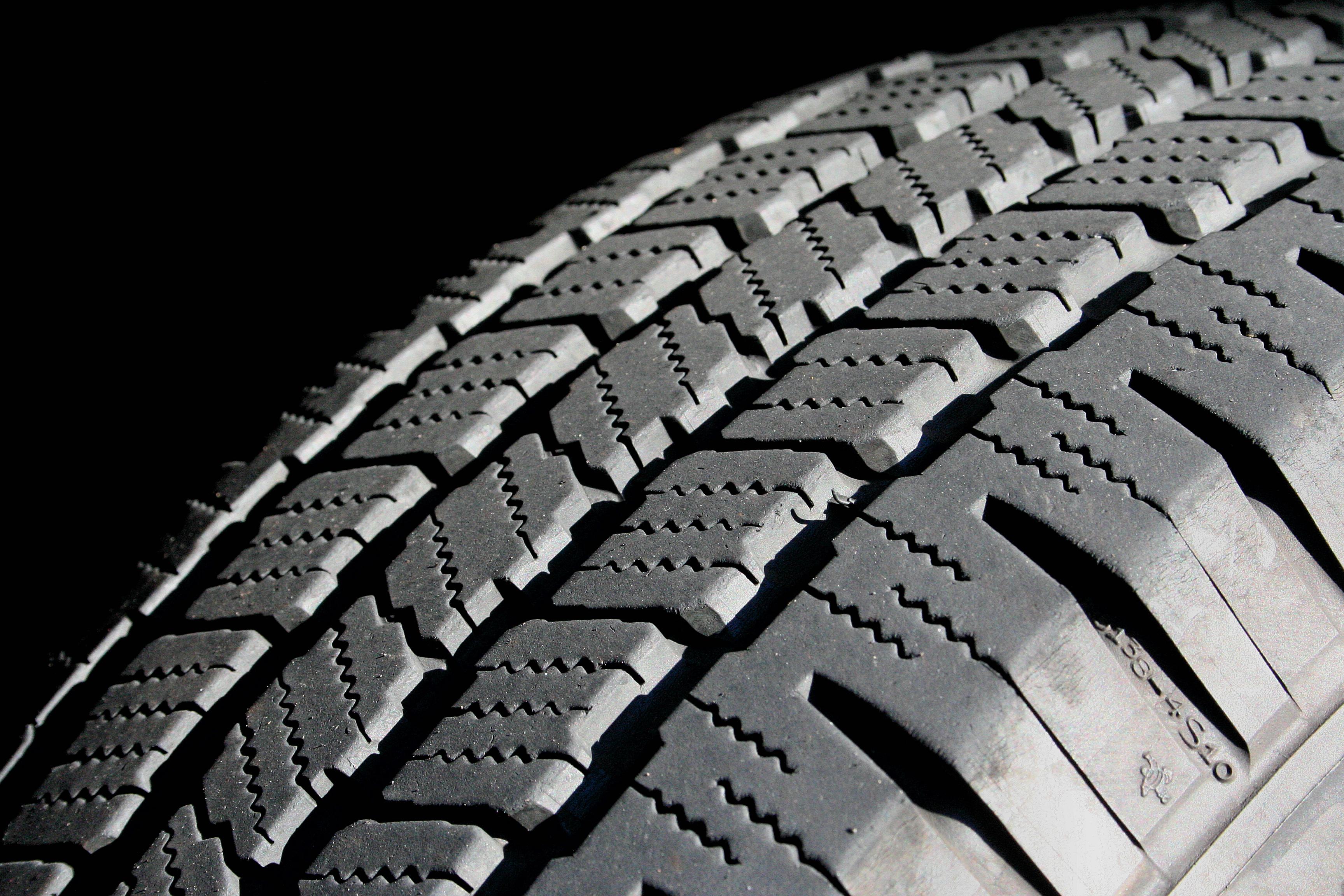
Sculptures creusées dans la bande de roulement d'un pneu d'hiver.

Elle est principalement constituée de la bande de roulement, couche de gomme épaisse en contact avec la chaussée. Cette gomme doit être adhérente (transmission du couple, guidage dans les virages, etc.), sans opposer trop de résistance au roulement (principe des pneus « verts », qui diminuent la consommation de carburant). La bande de roulement est creusée de « sculptures », qui se chargent d'évacuer l'eau, la neige, la poussière, limitant l'aquaplanage, et améliorant l'adhérence en général. Elle permet aussi l'évacuation de la chaleur. La présence de lamelles sur les sculptures rompt la tension superficielle du film d'eau présent sur la route. Sur cette bande sont disposés des témoins d'usure dont la localisation est repérable sur le flanc du pneu. Les témoins des pneus pour véhicule de tourisme ont une hauteur de 1,6 mm pour les pneus d'été et 3 mm pour les pneus d'hiver. Les témoins d'usure indiquent lorsqu'il faut remplacer un pneu (voir contrôle de l’usure).
Sous la bande de roulement sont disposées des « nappes ceintures » constituées chacune de fils métalliques parallèles. Ces nappes, arrangées en deux couches croisées, procurent au pneumatique plus de résistance et de rigidité, notamment vis-à-vis du déversement lors des poussées latérales en virage. Enfin, on trouve de plus en plus fréquemment une couche de mousse absorbante pour satisfaire à la législation européenne relative aux performances acoustiques (pneus silencieux).

### Zone flanc
La zone latérale du pneu est constituée de gomme souple, capable de supporter une déformation à chaque tour de roue mais résistante aux chocs sur des obstacles non tranchants. Monter sur un trottoir peut endommager la structure du pneumatique même sans dégât apparent. On y trouve également tous les marquages, les premiers marquages correspondent à la taille du pneu, et les suivants à la capacité en termes de vitesse et de poids supportés. La zone de transition entre le flanc et le sommet s'appelle « épaule ». Dans certains modèles, un bourrelet au niveau du flanc permet de limiter les dégâts sur la jante quand le pneu touche une bordure de trottoir. Dans certains modèles pour camion, un autre profil de bourrelet permet de limiter les projections d'eau gênantes pour les utilisateurs qui suivent ou doublent le camion.

### Zone basse
La fonction de cette zone est d'assurer l'accroche à la jante, grâce à deux anneaux métalliques (les « tringles ») prenant appui sur la jante au niveau du « talon ». Cette zone transmet les couples entre la roue et le pneumatique, elle assure aussi l'étanchéité pour les « pneus sans chambre à air » parfois dit « tubeless ». Cette étanchéité est assurée par une nappe recouvrant l'intérieur du pneu : la « gomme intérieure », à base de butyle, qui est plaquée contre la jante par les deux tringles.
Une autre nappe, située entre la gomme intérieure et le sommet, également coincée par les tringles, s'appelle la « nappe carcasse ». Elle est constituée de fils textiles parallèles (véhicule tourisme), dans le sens radial. Cette nappe a donné son nom au pneu radial. Elle assure la triangulation avec les fils croisés des nappes de ceintures pour une meilleure tenue du pneu. Ces fils, inextensibles, permettent de garder une bonne surface de contact entre le pneu et le sol.

## Fabrication
La fabrication passe par plusieurs étapes et des produits intermédiaires (les « semi-finis ») fabriqués avant d'être assemblés en un produit fini.

### Produits semi-finis

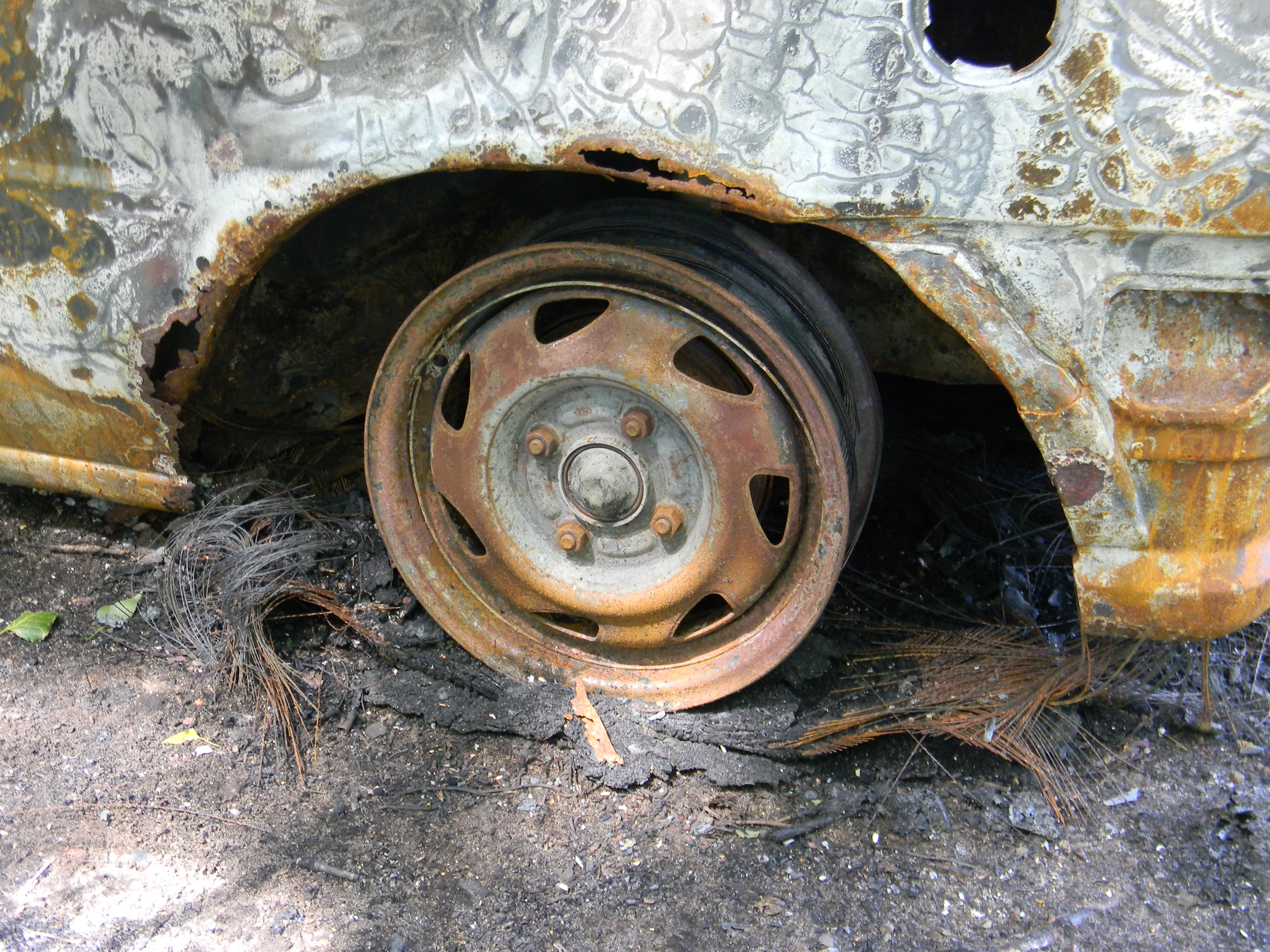
Détail des restes de la carcasse métallique d'un pneumatique brûlé.

Le pneu semi-fini est constitué de :
- gomme : les caoutchoucs naturels (issus du latex produit par l'hévéa) et synthétiques (issus de la pétrochimie) sont mélangés avec des huiles et des charges renforçantes (noir de carbone, silice améliorant la résistance à l'usure). Ce mélange est ensuite travaillé avec le soufre (vulcanisation) et d'autres adjuvants puis conditionné avant d'être utilisé ;
- une méthode récente (2011) mélange de l'essence de peau d'orange à du latex et de la silice pour obtenir une gomme plus écologique[13] ;
- fils textiles et métalliques : les fils textiles sont essentiellement synthétiques. Ces fils sont retordus pour les rendre plus résistants et sont imprégnés d'un polymère qui assure leur adhérence à la gomme, dans la « nappe carcasse » ;
- les fils métalliques sont en acier recouvert de laiton. Leur adhérence au caoutchouc résulte des sulfures et polysulfures de cuivre formés à partir du cuivre constitutif du laiton par réaction au soufre utilisé pour la vulcanisation. Les fils métalliques sont tréfilés, puis tressés en câbles. Ils servent à réaliser les tringles et les nappes de ceinture. Les nappes de renfort (carcasse et ceinture) sont calandrées : les fils (textiles ou métalliques) placés parallèlement sont pris en sandwich entre deux minces couches de gomme. Ces nappes sont ensuite coupées puis réassemblées afin d'obtenir l'angle de fil souhaité ;
- nappes de gomme : la bande de roulement, ainsi que plusieurs couches de différentes gommes, sont utilisées dans le pneu, afin de constituer ou renforcer certaines zones (épaule, flanc, talon) : évacuation de la chaleur, protection contre les agressions chimiques, etc. Ces nappes sont fabriquées par extrusion.

### Produit fini
Le pneu passe par trois étapes : l'assemblage, la cuisson et le contrôle :
- assemblage : il s'agit d'abord de superposer les différents semi-finis, en vue de constituer le pneumatique. Les différentes couches internes (la « carcasse ») sont placées sur un cylindre au diamètre du pneu (le « tambour ») : gomme intérieure, nappe carcasse, tringles, et toutes les nappes de gommes. Après conformation (le tambour fait prendre à la carcasse son aspect torique), les nappes de ceinture et la bande de roulement sont posées : on obtient un pneu cru, encore plastique ;
- cuisson : le pneu est placé ensuite dans une presse de cuisson dont les parois sont usinées afin de reproduire les sculptures et les marquages. Lors de la cuisson, la vulcanisation du caoutchouc avec le soufre rend le pneu élastique ;
- contrôle : enfin, différentes opérations de contrôle (aspect visuel, radioscopie, balourd, dérive, etc.) permettent d'assurer que le pneu (organe de sécurité sur un véhicule) est conforme.

## Utilisation

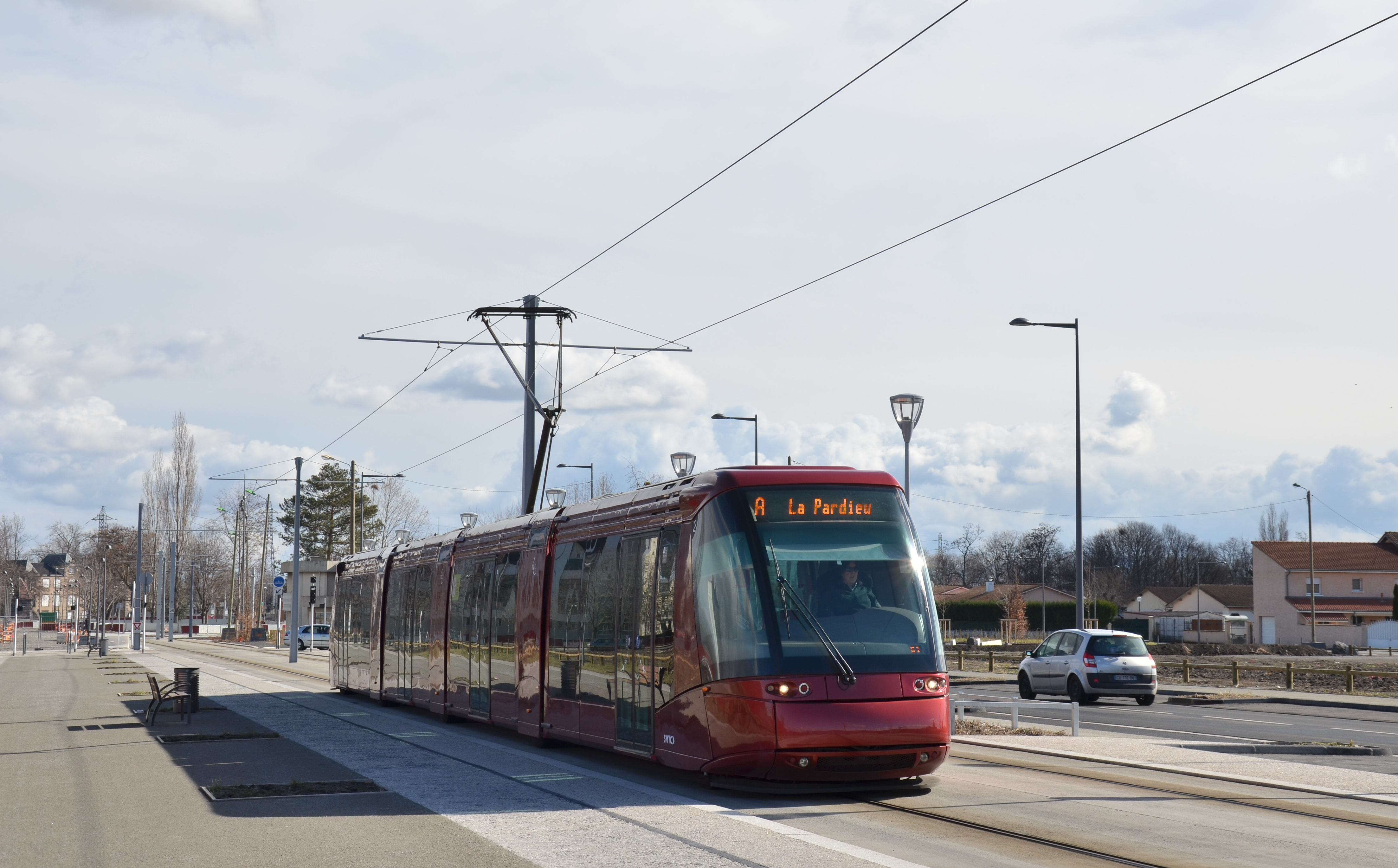
Un tramway sur pneumatiques à Clermont-Ferrand (France).

Les pneus sont utilisés par un très grand nombre de véhicules, qu'ils aient à évoluer rapidement sur une surface préparée ou plus lentement sur un terrain accidenté mais pas trop meuble :
- avions, planeurs, autogires, etc. ;
- automobiles, autocars, camions et leurs remorques ;
- cycles : bicyclettes[b], motos ou autres tricycles ou quadricycles ;
- autobus, trolleybus ou tramway sur pneus ;
- le roulage pneus sur rail a été expérimenté par les Michelines mais a été abandonné ; certains matériels ferroviaires comme les métros sur pneumatiques[c] roulent sur une infrastructure adaptée (assurant supportage et guidage), une solution moins performante énergétiquement mais permettant une meilleure motricité en rampes ;
- tracteurs et remorques agricoles, engins de chantier, avec des pneus de grandes tailles ;
- patrouilleurs ou gyropodes ;
- certaines brouettes…

À l'inverse, les roues pleines sont utilisées principalement pour rouler :
- galets métalliques sur rail : trains ou tramway, portiques ou ponts roulants ;
- galets en résine sur sol lisse (en intérieur) ou roues avec « pneus pleins » pour trajets à faible vitesse : rollers, transpalettes, charriots élévateurs, golfettes, tondeuses à gazon, trottinettes, poussettes, jouets, etc.

Enfin, des « pneus non pressurisés » peuvent être utilisés pour des véhicules faiblement chargés comme des fauteuils roulants.

## Typologie
En Europe, les pneumatiques sont classés par types d'après leur définition normalisée par l'ETRTO (European Tyre and Rim Technical Organisation) dont l'association TNPF est membre associé (TNPF : Travaux de Normalisation des Pneumatiques pour la France ; association professionnelle des fabricants de pneumatiques, association loi de 1901 créée en 1967 qui est aussi l'une des composantes du CFCP (Centre Français du Caoutchouc et des Polymères). En France, l'écocontribution qui finance leur recyclage est basée sur la même classification.

### Pneumatiques selon leurs sculptures
On distingue les types de sculpture suivants :
- sculpture symétrique non directionnelle : le sens de montage sur la jante est indifférent ;
- sculpture asymétrique : la sculpture évolue du côté intérieur au côté extérieur de la bande de roulement ; il doit toujours être monté sur la jante pour que son côté « extérieur » soit apparent, puis la roue complète peut-être montée sur le véhicule indifféremment à gauche ou à droite;
- sculpture directionnelle : ils sont généralement conçus pour améliorer l'évacuation de l'eau à grande vitesse ; le sens de montage du pneu dépend du sens de rotation de la roue, donc une fois le pneu monté sur la jante, la roue complète ne doit être montée que d'un même côté du véhicule.

N.B. : si le pneu est à la fois asymétrique et directionnel, le pneu gauche est différent du pneu droit.

### Pneumatiques selon leur usage

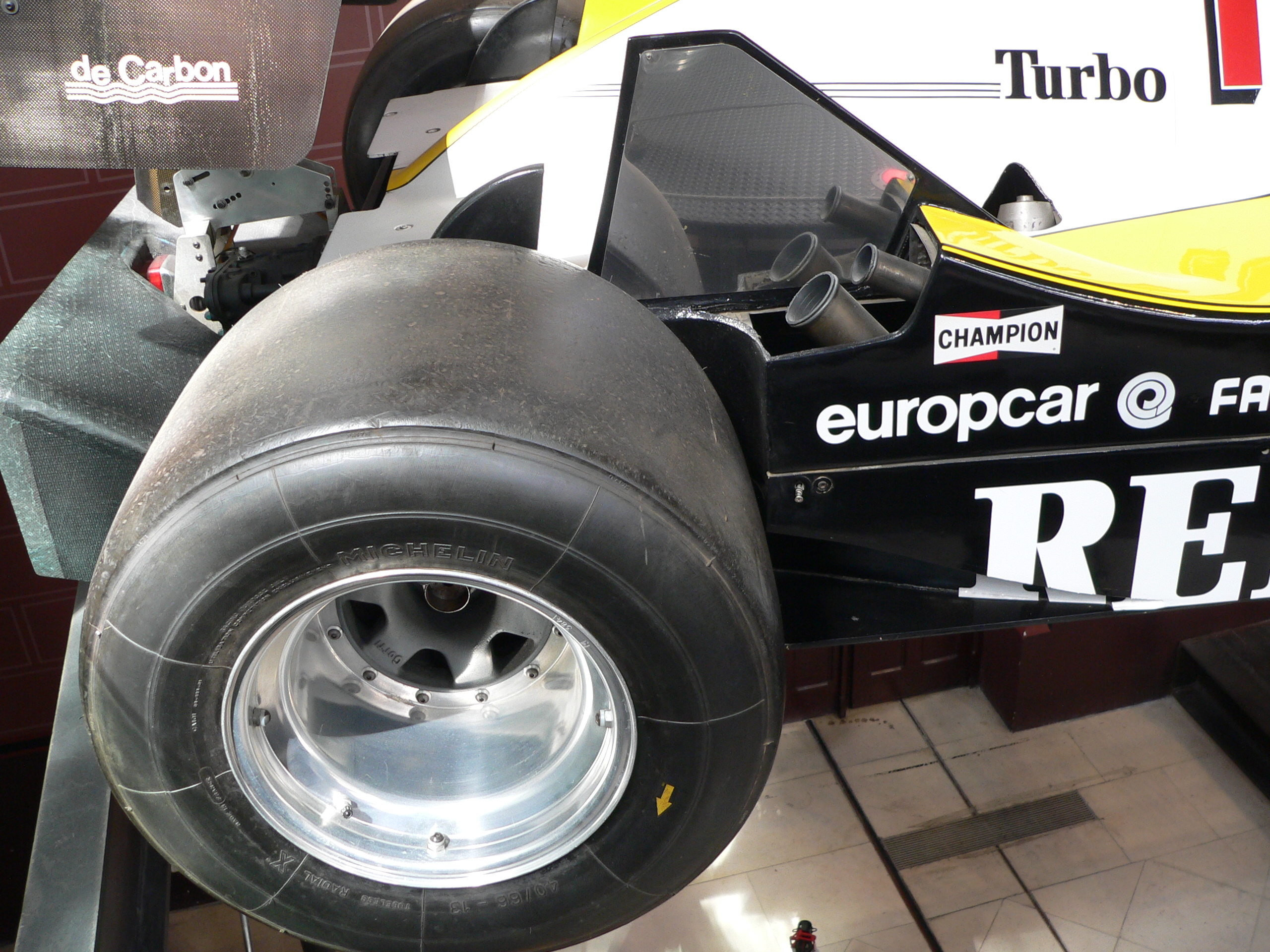
Pneu slick sur la Renault RE40 de Formule 1 d'Alain Prost en 1983.

- Tout-terrain : les pneumatiques tout-terrain (en anglais M/T mud terrain) sont renforcés et présentent des sculptures profondes ou crampons pour améliorer la motricité en terrain instable.
- À palettes : les pneumatiques à palettes présentent de grosses structures saillantes disposées transversalement pour favoriser la motricité en terrain meuble comme le sable. Ces structures peuvent être concaves (à la manière d'une cuillère) sur leur face d’attaque dans le sol.
- Slick : les pneus slick (lisses) sont utilisés en compétition, par exemple automobile ou motocycliste, par temps sec. Ils sont aussi appréciés des cyclistes. La bande de roulement est sans rainure ce qui permet de maximiser la surface en contact avec le sol et de minimiser les déformations de la bande de roulement[e] et donc d'améliorer la résistance au roulement. L'utilisation de gommes tendres permet d'améliorer l'adhérence (mais leur usure est d'autant plus rapide). Par contre, sur sol humide, l'adhérence est fortement altérée par le phénomène d'aquaplanage, une pellicule d'eau se formant entre la route et le pneumatique. Dans de telles conditions, les pilotes utilisent des pneus pluie[14]. En dehors des vélos, les slicks sont interdits sur la voie publique.
- Semi-slick : ce sont des pneus de compétition néanmoins homologués pour la circulation sur route. Ils sont dotés de sculptures moins nombreuses et peu profondes.
- Contact : c'est un pneu à gomme tendre permettant une meilleure adhérence que les pneus à gomme plus dure mais ayant pour inconvénient une usure plus rapide de la gomme.
- Hiver : pneu à gomme tendre gardant son élasticité par temps froid (moins de 7 °C). Le pneu neige est un type de pneu hiver avec des sculptures profondes permettant une bonne adhérence sur la neige fraîche.

### Codification et marquage

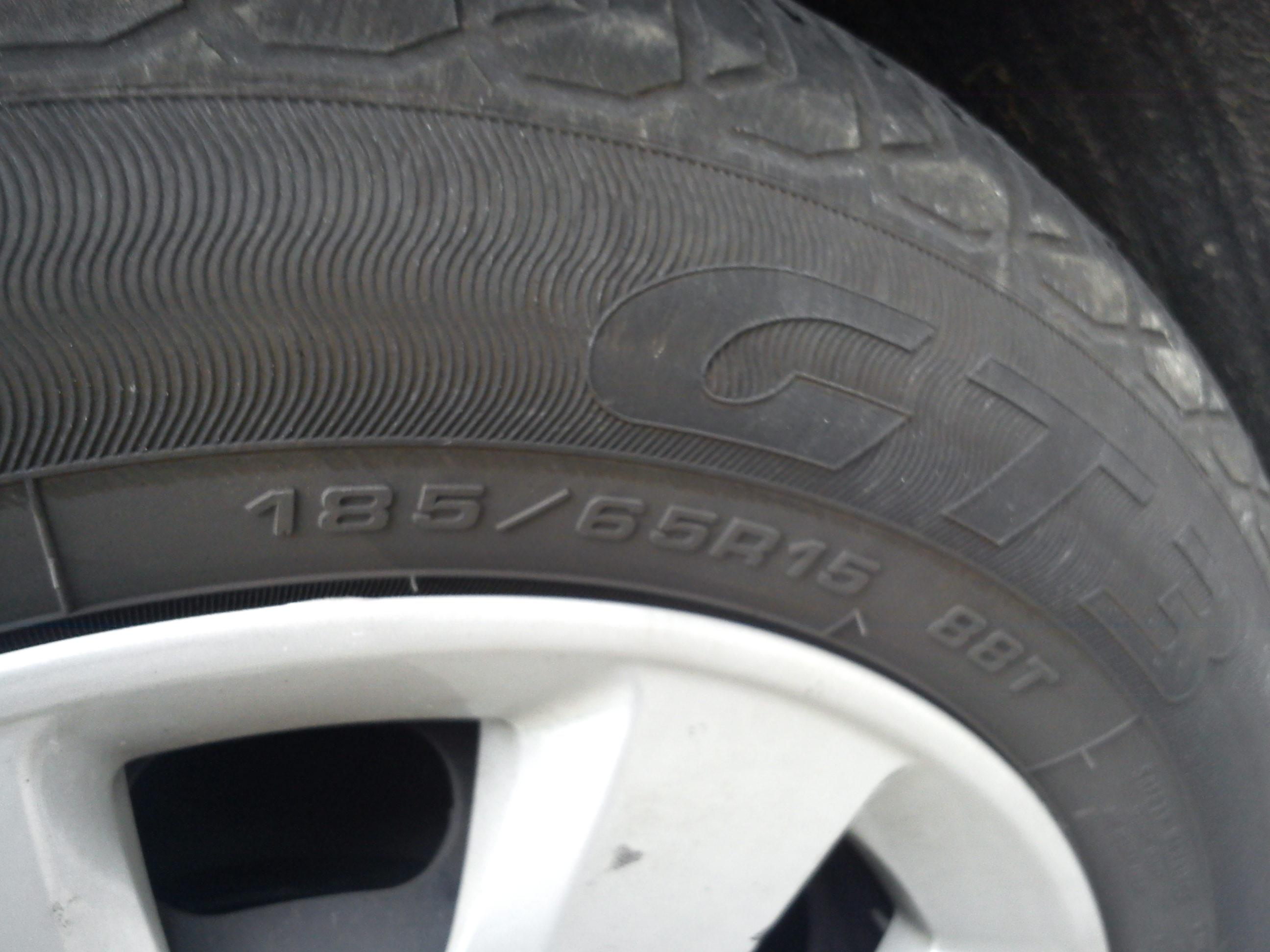
Détail du marquage d'un pneumatique. Ici : 185/65R15 88T.

Le marquage se fait sur le flanc du pneu (pour les pneus de vélo voir pneumatique de bicyclette).
Les organisations qui concourent à définir le marquage en Europe sont l'European Tyre and Rim Technical Organisation (ETRTO) et l'ISO.
L'ISO définit certaines informations de standardisation, alors que les autorités américaines et européennes définissent des informations de standardisation plus spécifiques.
Au niveau ISO, la partie pneumatique de l'ISO 4000-1 concerne les voitures particulières.
Tous les pneus vendus en Europe depuis juillet 1997 portent un marquage européen. Ce marquage est constitué d'une lettre « E » (ou « e ») suivie d'un nombre encerclé ou encadré et d'un autre nombre :
- le « E » indique une certification selon la réglementation onusienne de la Commission Économique des Nations Unies pour l'Europe (CEE-ONU) dénommée « ECE regulation 30 » ;
- le « e » indique que le pneu est certifié par rapport aux exigences de la directive 92/23/EEC de l'Union européenne.

Les deux nombres suivants correspondent au code pays donnant l'approbation de type, et le numéro de type dans ce pays pour ce type de pneu.
Pour 195/65 R 15 91 H M+S par exemple :
- 195 est la largeur du pneu gonflé, mesurée d'un flanc à l'autre (en millimètres). Ce n'est pas la largeur de la bande de roulement, qui peut varier ;
- 65 est la « série » (hauteur du flanc par rapport à la largeur du pneu ou rapport h/l) exprimée en pourcentage (ici 65 % - soit 127 mm). Si cette indication n'apparaît pas (en général, pneus anciens), il s'agit par défaut d'une série 82 (aujourd'hui équivalente à un pneu marqué 80) ;
- R indique le type radial (B indiquerait une carcasse « bias », D une carcasse diagonale) ;
- 15 est le diamètre de la jante en pouces (15 × 2,54 = 38,1 cm) ;
- 91 Indice de capacité de charge, 91 = 615 kg[f],[g] ;
- H est le code de vitesse, H = 210 km/h[h] ;
- M+S (Mud+Snow, en français : « boue et neige »). Signe apposé sur les « toutes saisons » ;
- voir pneu d'hiver pour la signalétique les concernant.

Dans l'exemple donné ci-dessus :
- la circonférence T du pneu étant Pi × (2 × rayon) = Pi × diamètre soit T = Pi × ([195 mm × 65 % × 2] + [25,4 mm/pouce × 15 pouces]) = 1 993,3 mm ;
- « Tubeless » indique un pneu sans chambre à air alors que « Tube type » indique un pneu avec chambre à air ;
- la date de fabrication du pneu est mentionnée en quatre chiffres ; les deux premiers indiquent la semaine de fabrication et les deux derniers l'année de fabrication. 1702 signifie que le pneu a été fabriqué lors de la 17e semaine de l'année 2002[i] ;
- un marquage « DOT » (Department of Transportation) indique un pneumatique aux normes des États-Unis. La quasi-totalité des pneus vendus en Europe ont également cette inscription et les quatre chiffres suivant ces trois lettres correspondent à la date de fabrication comme indiqué ci-dessus[18] ;
- le code E1 : signe de contrôle pour la norme européenne, 1 = Allemagne ;
- le matricule du pneumatique est composé d'une suite de chiffres et de lettres. C'est un numéro unique attribué à chaque pneu. Il est notamment relevé lors de chaque expertise de pneu. Selon les marques, il revêt différentes formes ;
- les pneus dits « run flat » (« roule à plat ») portent une des marques suivantes : « Pneus run flat RFT », « RUN ON FLAT », « ROF » ou « DSST ».

### Législation européenne

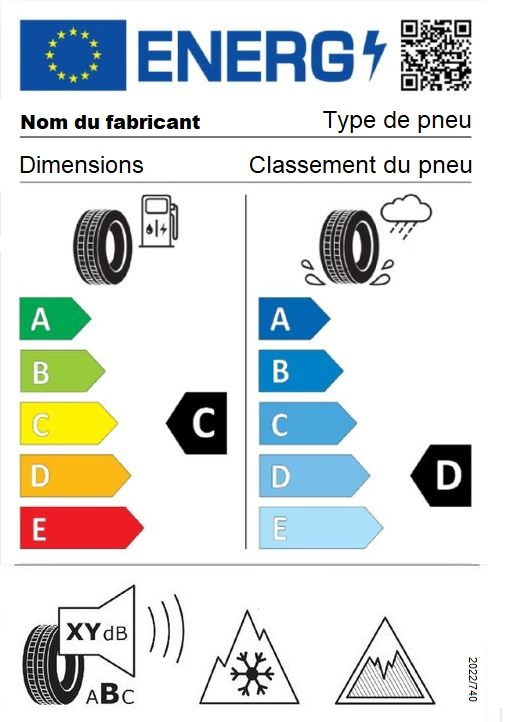
Étiquetage européen des pneumatiques commercialisés après le 1 mai 2021.

Étiquetage européen des pneumatiques commercialisés avant le 1 mai 2021.

La législation européenne impose, depuis le 1er novembre 2012, un étiquetage des pneumatiques des véhicules de tourisme et les utilitaires, à la suite d'une loi votée en novembre 2009.
À partir du 1er mai 2021, une nouvelle étiquette remplace la précédente. Celle-ci comporte :
1. L'inclusion d'un code QR;
2. Le nom du fabricant;
3. Le type de pneu;
4. Les dimensions du pneu, par exemple 195/65R15 91H;
5. Le classement du pneu (C1[22], C2 ou C3) ;
6. La classe d’efficacité en carburant et coefficient de résistance au roulement, sur une échelle de A à E (les lettres F et G ont été supprimées);
7. La classe d’adhérence sur sol mouillé, sur une échelle de A à E (les lettres F et G ont été supprimées);
8. La classe (A, B ou C) et valeur mesurée du bruit de roulement externe en décibels;
9. Optionnellement, si le pneumatique satisfait aux valeurs minimales de l’indice d’adhérence sur la neige, l'étiquette possède le second pictogramme dans le bas de l'exemple;
10. Optionnellement, si le pneumatique satisfait aux valeurs minimales de l’indice d’adhérence sur le verglas, l'étiquette possède le troisième pictogramme dans le bas de l'exemple;
11. Dans le coin en bas à droite, le numéro de série du règlement.

#### Législation française
L'article L. 314-1 du code de la route en France rend obligatoire les pneus hiver sur les véhicules circulant dans les massifs montagneux, en hiver suivant arrêté préfectoral. Par exemple entre le 1er novembre 2019 et le 31 mars 2020 dans les Pyrénées.

## Rôle du pneumatique dans la sécurité

### Aspects tribologiques

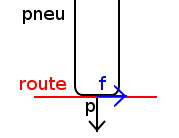
p : force qui colle le pneu à la route, f : force maximale latérale qui peut être exercée.

Les pneumatiques automobiles sont le lieu de dissipations énergétiques importantes lors du roulement. Elles sont liées essentiellement à la déformation du pneu relativement au poids qu'il doit supporter et aux efforts qu'il subit lors des virages et des accélération/freinage.
Le contact du pneu à la route crée une légère déformation de celui-ci. Quand le pneumatique tourne, il y a une dilatation de la partie du pneumatique qui était en contact avec la route et qui ne l'est plus, et une compression de la partie qui n'était pas encore en contact avec celle-ci et qui le devient. Ces déformations créent un transfert d'énergie mécanique en énergie thermique (augmentation de la température du pneu) qui peut conduire à la destruction de la bande de roulement si le pneu est sous-gonflé (dû à une crevaison lente par exemple).
La force maximale latérale est quasi proportionnelle à la force qui colle le pneu à la route (p sur le schéma). Cependant, passé un certain seuil, la force maximale latérale n'augmente pas autant par rapport à la force p que précédemment. Ainsi, une voiture avec un centre de gravité élevé, qui subit de forts transferts de charge en virage, tiendra moins bien la route en virage qu'une voiture identique avec un centre de gravité plus bas.

### Pression

Pneu sous-gonflé.

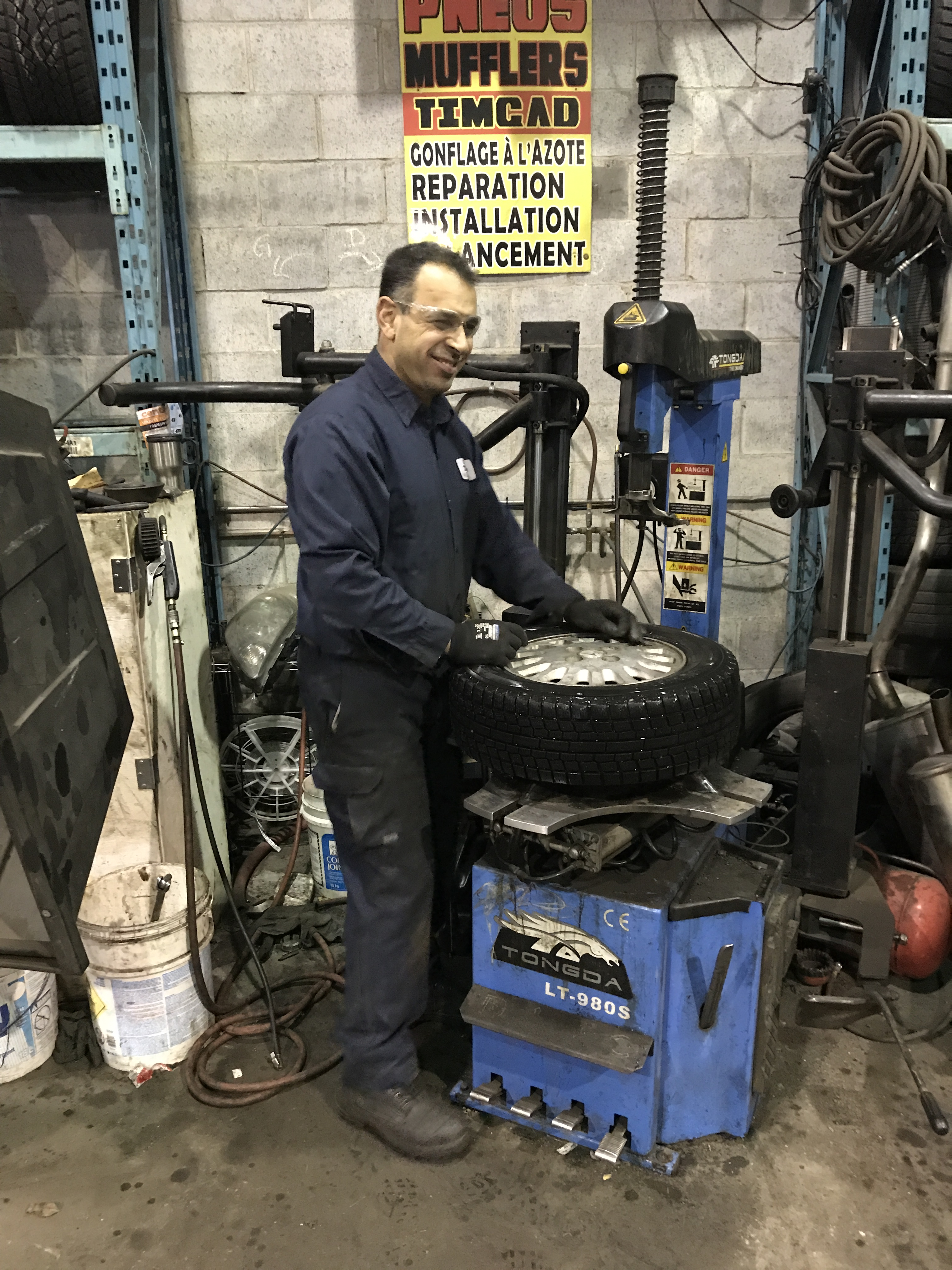
Gonflage à l'azote à Timgad (Algérie).

Un pneu sur-gonflé ou sous-gonflé provoque une diminution de l'adhérence qui peut être dangereuse en virage ou au freinage en augmentant la distance de freinage. La pression est donc un facteur important devant être régulièrement vérifiée. Celle-ci se mesure à froid.
Les chiffres de la sécurité routière en France indiquent qu'« en 2003, les pneus étaient associés à 9 % des accidents mortels survenus sur autoroutes ».
Un pneu sous-gonflé subit une déformation plus importante des flancs et de la bande de roulement, dont les principales conséquences sont une usure plus rapide du pneumatique, une mauvaise tenue de route, notamment sous la pluie, un risque augmenté d'éclatement lié à un échauffement excessif et une augmentation de la consommation de carburant du véhicule. Un pneu sur-gonflé s'use également plus rapidement mais au centre de la bande de roulement et est plus sensible aux arrachements de gomme (patinage notamment). Les flancs du pneu sont plus rigides, ce qui diminue la surface de contact entre le pneu et le sol et donc le confort et l'adhérence.
Certains véhicules récents sont équipés d'un système de contrôle automatique de la pression des pneus (TPMS). Dans l'Union européenne, tous les véhicules neufs en sont équipés depuis novembre 2014.

#### Air et azote
Un pneu est gonflé à l'air plus rarement à l'azote presque pur. Bien que l'air contienne déjà 78 % d'azote, certains professionnels de l'aviation ou de la formule 1 par exemple, augmentent cette proportion et gonflent les pneumatiques avec de l'azote pur. Ce gaz ayant la propriété d'être inerte et stable pourrait conserver une pression légèrement plus constante même en cas d'échauffement intense du pneumatique. Une polémique existe quant à l'introduction de cette méthode pour les véhicules particuliers. En effet, ceux-ci sont soumis à des contraintes bien moindres ce qui rend la différence avec l'air moins notable. Par contre, le gonflage devient payant et on lui reproche souvent d'avoir un prix non justifié alors que le gonflage à l'air est souvent gratuit et jugé satisfaisant. Ceux qui l'utilisent devraient avoir, en principe, à rectifier le gonflage plus rarement, mais ils doivent néanmoins contrôler les pressions régulièrement. Les pneus gonflés à l'azote arborent généralement une valve de couleur différente, souvent du vert[réf. souhaitée].

### Contrôle de l'usure

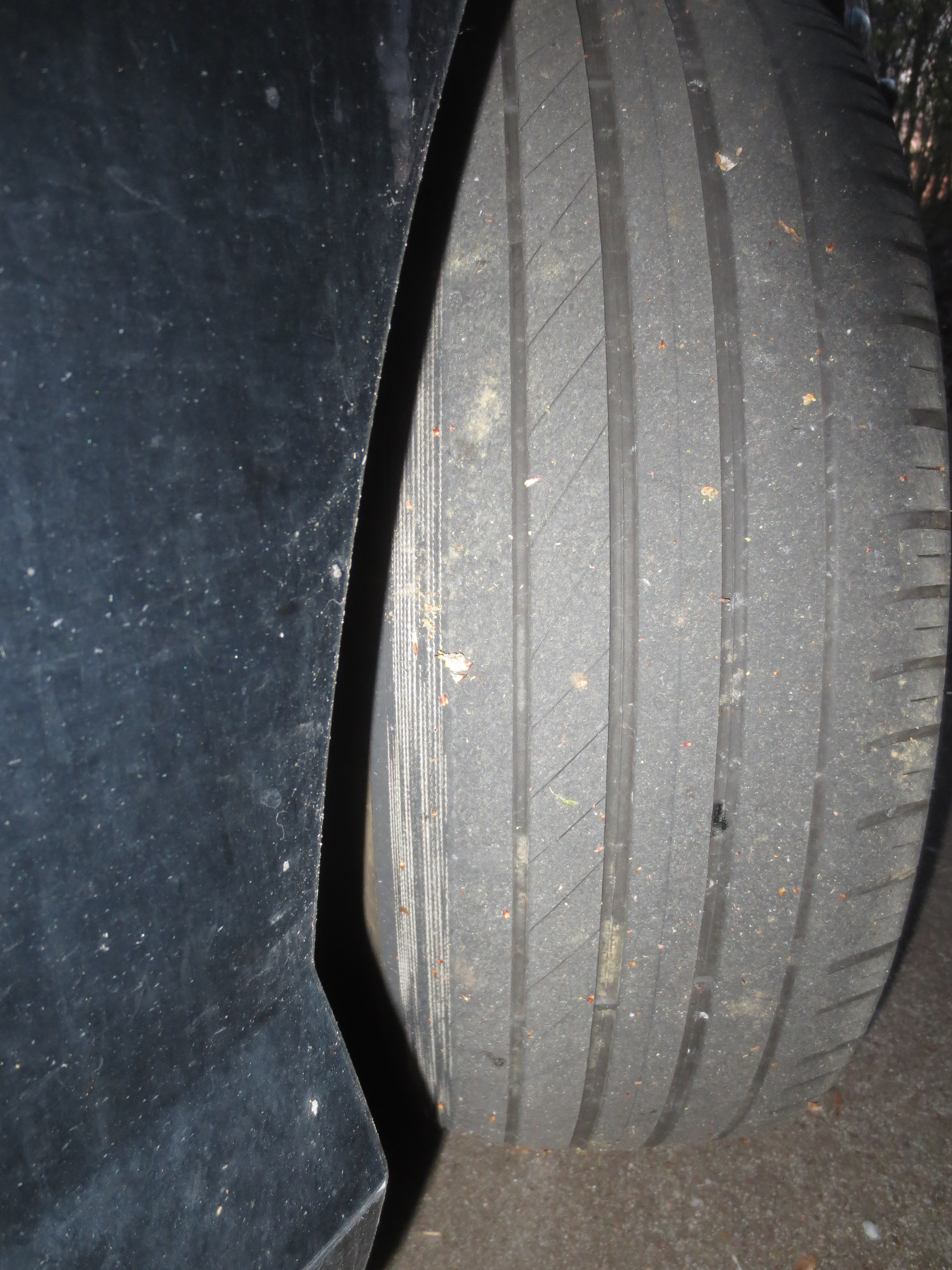
Pneu usé jusqu'à la structure à l'intérieur du fait d'un défaut de parallélisme.

L'usure des pneus est contrôlée régulièrement car des pneus trop usés présentent un danger : ils provoquent une diminution d'adhérence, particulièrement sur chaussée humide, ce qui affecte négativement les distances de freinage et la tenue de route. Des témoins d'usure sont présents sur tous les modèles commercialisés en France.
Les pneus doivent présenter une hauteur de sculpture minimum de 1,6 mm sur toute la circonférence et sur une bande centrale constituée des trois-quarts de la largeur du pneu. Les pneus ont des témoins d’usure situés dans les rainures principales, semblables à de petites bosses. Quand le niveau d’usure de la sculpture arrive au même niveau que ce témoin d’usure, le pneu est à la limite légale et doit être remplacé.

#### Conséquences de l'usure

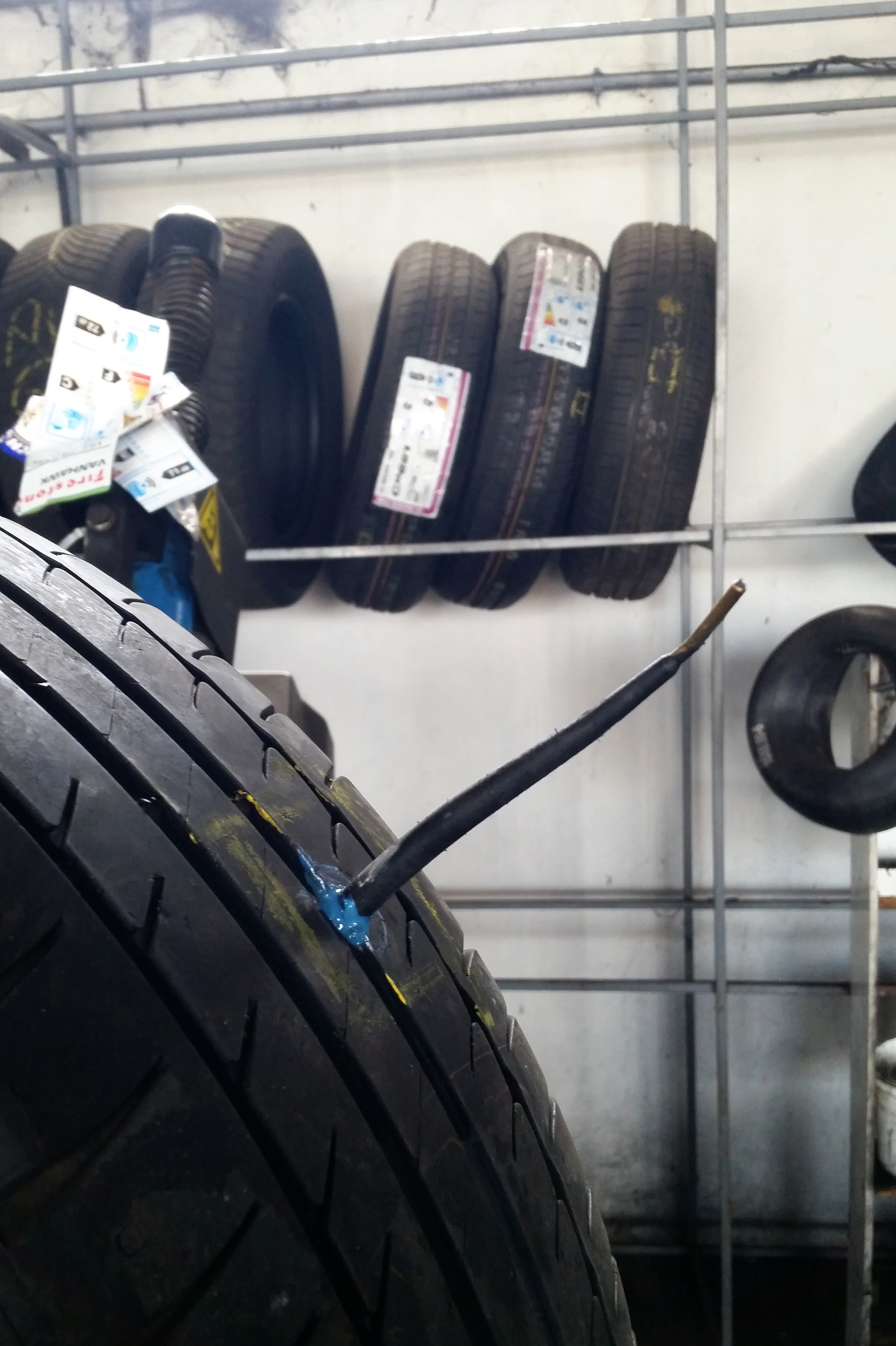
Réparation, à l'aide d'un « champignon », d'un pneu percé par une vis.

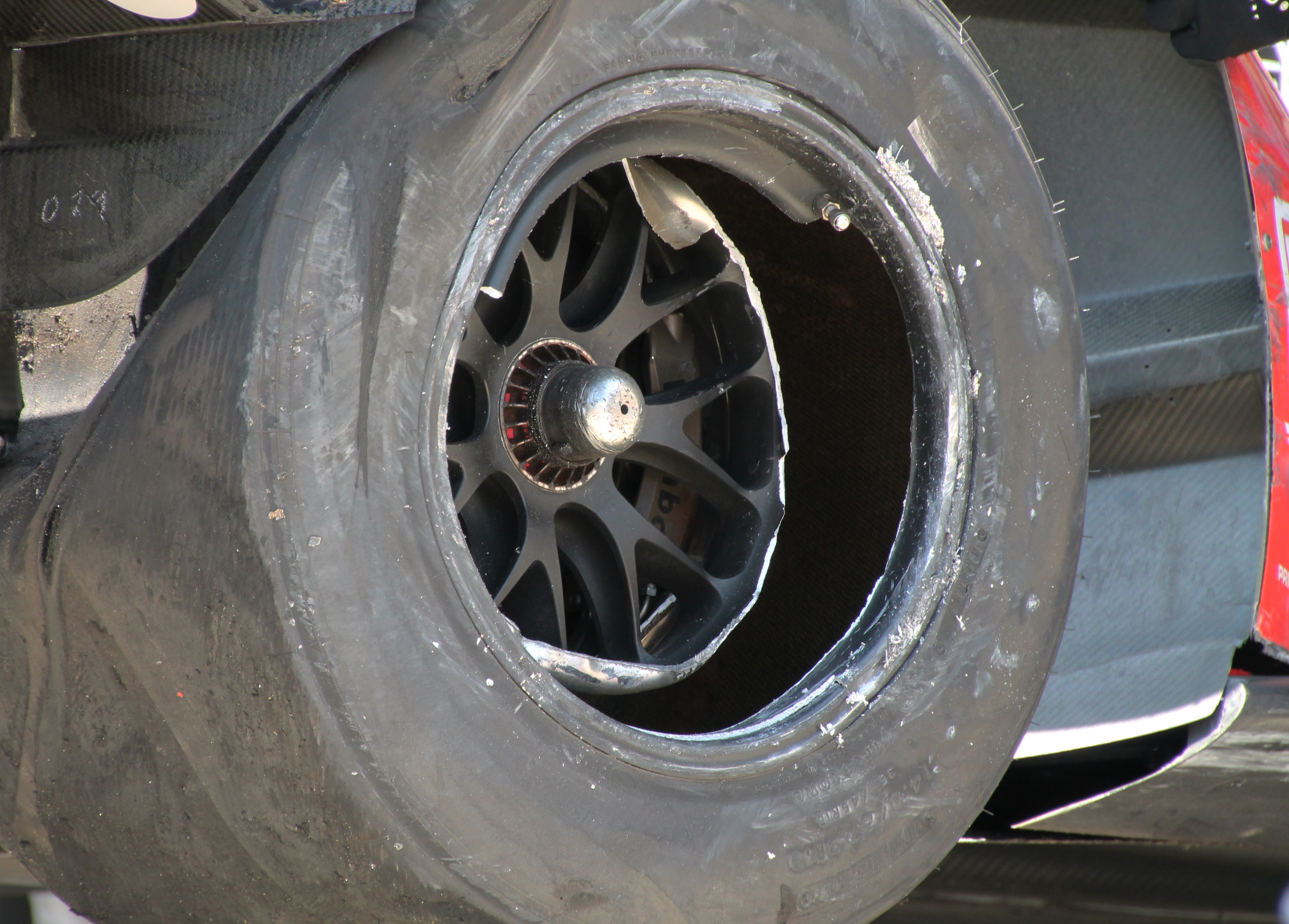
Pneu abimé aux 500 miles d'Indianapolis en 2015.

Une conséquence de l'usure des pneus est la surévaluation de la vitesse affichée. Ainsi par exemple, un pneu « 195/65 R 15 91 H 6 M+S » dont l'usure est de 3 mm induira une surévaluation de la vitesse de 0,95 % : un compteur affichant une vitesse correcte pour un pneu neuf indiquera 100 km/h lorsqu'on roulera à une vitesse réelle de 99,05 km/h. Ceci reste néanmoins négligeable car les constructeurs ont prévu ces effets, ainsi que le fait que les règlements autorisent une certaine marge de manœuvre autour des diamètres nominaux et qu'il vaut mieux, pour la sécurité de tous, surestimer la vitesse que le contraire.
Une déchirure latérale non superficielle nécessite le remplacement du pneu, en revanche, si la bande de roulement est percée (par ex. par une vis), une réparation peut généralement être pratiquée à l'aide de rustines ou de « champignons » restaurant l'étanchéité du pneu. La tête du champignon masque l'orifice intérieur du perçage alors que le pied en obstrue le conduit ; après séchage de la colle, il est taillé au ras de la bande de roulement.

### Remplacement de seulement deux pneus
En France, les articles R314-1 à R314-8 du Code de la Route, imposent des pneumatiques de mêmes dimensions et structure (Radiale "R" ou Hexagonale "H") sur un même essieu : il est donc possible de monter des pneumatiques de deux marques, sculptures et usures différentes.
Pour une automobile à traction avant, il est généralement conseillé de placer les pneus les moins usés à l'arrière. L'essieu avant est directeur, ainsi, lorsque l'on tourne le volant, ce sont eux qui donnent la direction au reste du véhicule. Les pneus arrière suivent mais leur adhérence est absolument nécessaire pour maintenir la stabilité du véhicule, en ligne droite comme en virage. Le conducteur a conscience de l'adhérence de ses pneus avant. Il va corriger son mouvement ou ralentir l'allure s'il sent ses pneus avant glisser en freinage ou en virage. Si les pneus arrière sont plus usés, sur sol mouillé, il se peut que les pneus avant soient suffisamment adhérents pour virer ou freiner mais pas les pneus arrière. Si ceux-ci glissent, le véhicule part en tête à queue.
Un véhicule dont les pneus avant offrent une adhérence inférieure à celle des pneus arrière aura une tendance au sous-virage, c'est-à-dire à partir tout droit. Selon l'état des pneus et la dynamique du véhicule (les véhicules récents ayant une tendance au sous-virage), cela peut se révéler contre-productif, notamment sur route sinueuse.

### Pneu hiver et pneu été
Pour les températures basses il est préférable d'utiliser des pneus d'hiver qui ont une gomme prévue pour travailler de manière optimale à des températures égales ou inférieures à 7 °C alors que beaucoup de pneus « été » sont annoncés comme n'étant pas destinés à la conduite par des températures inférieures à 3 °C, la gomme durcissant avec le froid et perdant sa viscoélasticité. Par ailleurs la température de la route est d'environ 3 °C moins élevée que celle de l'air du fait de la présence ponctuelle de givre, de neige ou de verglas.
L'échange pneus d'hiver/été donne généralement lieu à un contrôle de l'équilibrage de ceux-ci et l'adjonction d'un plomb éventuel sur la jante pour en corriger l'équilibre. Durant l'échange il est important de conserver le même emplacement de pneus gauche/droite, qui est généralement indiqué sur le pneu, car ils s'usent de manière différente et antagoniste. Les pneus avant s'usent plus vite sur une traction et il est conseillé que les pneus arrière soient ceux en meilleurs état sinon l'essieu arrière risque de perdre son adhérence plus tôt que l'essieu avant. Si les pneus arrière sont plus usés que les pneus avant, le véhicule risque de partir en tête à queue dans un virage serré ou en cas de freinage sur route humide (ou verglacée). Sur une propulsion, l'usure est soit uniforme soit aléatoire. Des chaînes à neige viennent compléter l'éventail des actions pour améliorer la traction dans la neige en complément des pneus d'hiver (les retirer dès qu'elles ne sont plus indispensables).
Dans certains pays, l'usage des pneus hiver est obligatoire. Avec l'entrée en vigueur de la Loi Montagne, un document législatif crée par l'administration française, le 1er novembre 2021, les conducteurs doivent monter des pneus hiver ou porter des chaînes à neige dans certaines zones montagneuses en France pendant la période hivernale. Parmi elles, on peut trouver les préfectures des 48 départements situés dans des massifs montagneux du pays. De plus, ces zones peuvent être reconnues grâce à des nouveaux panneaux de signalisation, le B58 et le B59. En tout cas, les conditions d'application de cette nouvelle loi dépendent de chaque département et des conditions climatiques du jour, de même que du type de véhicule.

### Limites
Le rapport du BEA-TT sur l'accident d'un autocar survenu le 26 mai 2018 sur l'autoroute A7 à Chantemerle-les-Blés (Drôme) indique que la cause de l'accident est un éclatement de pneumatique sans doute provoqué par une usure interne issue d'un choc extérieur préalable[réf. nécessaire].

## Impacts sanitaires et environnementaux
(juillet 2020).

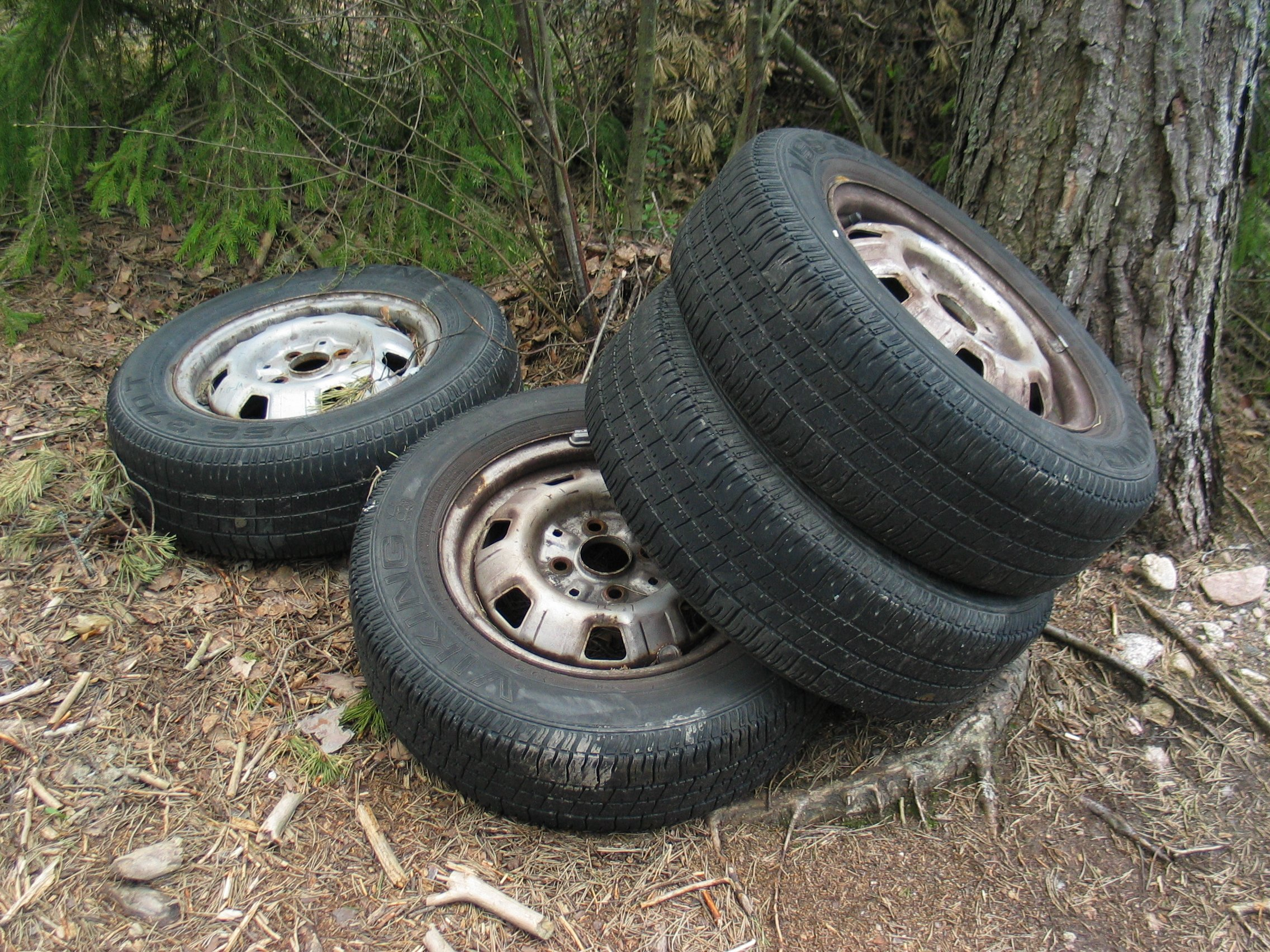
Un des problèmes posés par les pneus est leur abandon en fin de vie et un recyclage difficile.

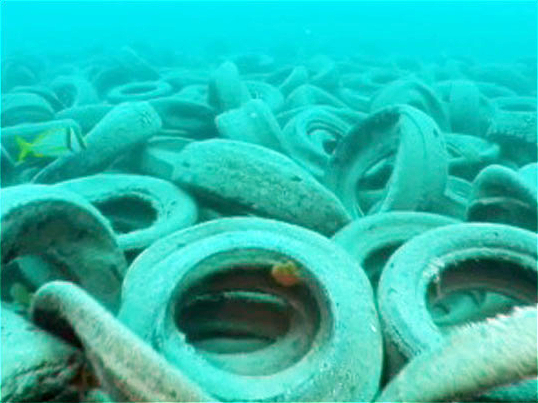
Quelque deux millions de pneus ont été déversés au large des côtes de Fort Lauderdale, en Floride, dans les années 1970. Cette opération présentée comme récif artificiel expérimental fut un échec : les pneus contiennent des molécules toxiques pour la plupart des organismes marins fixés, qui ont déserté la zone. De plus, lors des tempêtes, le récif est déstabilisé. Trois décennies plus tard, des plongeurs militaires ont commencé à retirer les pneus (cette opération est considérée comme un exercice d'entraînement pour eux).

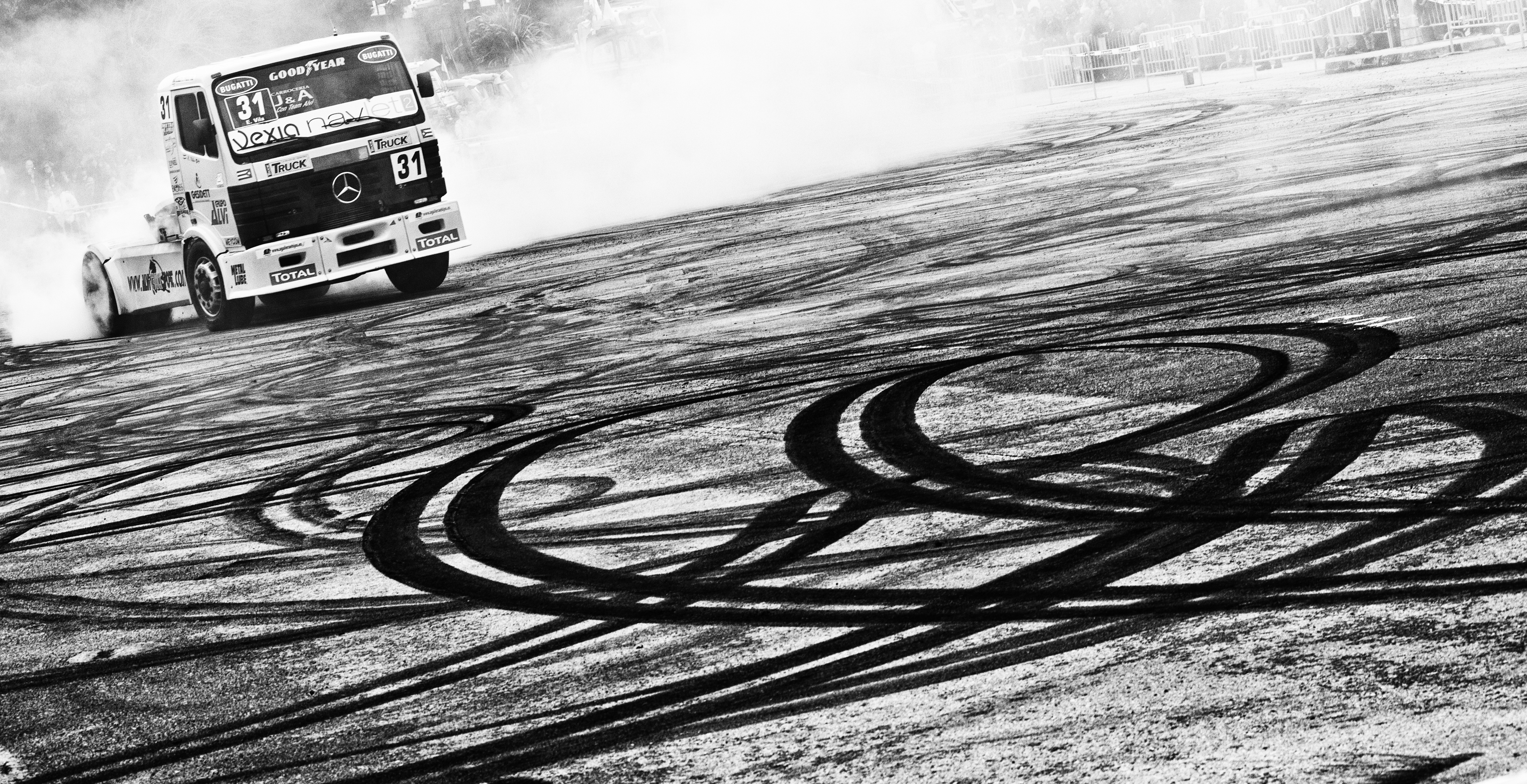
Le brûlage de gomme (rubber burning), ici pratiqué au moyen de camions, est source de fumées nocives et de dispersion de micro- et nanoplastiques dans l'environnement.

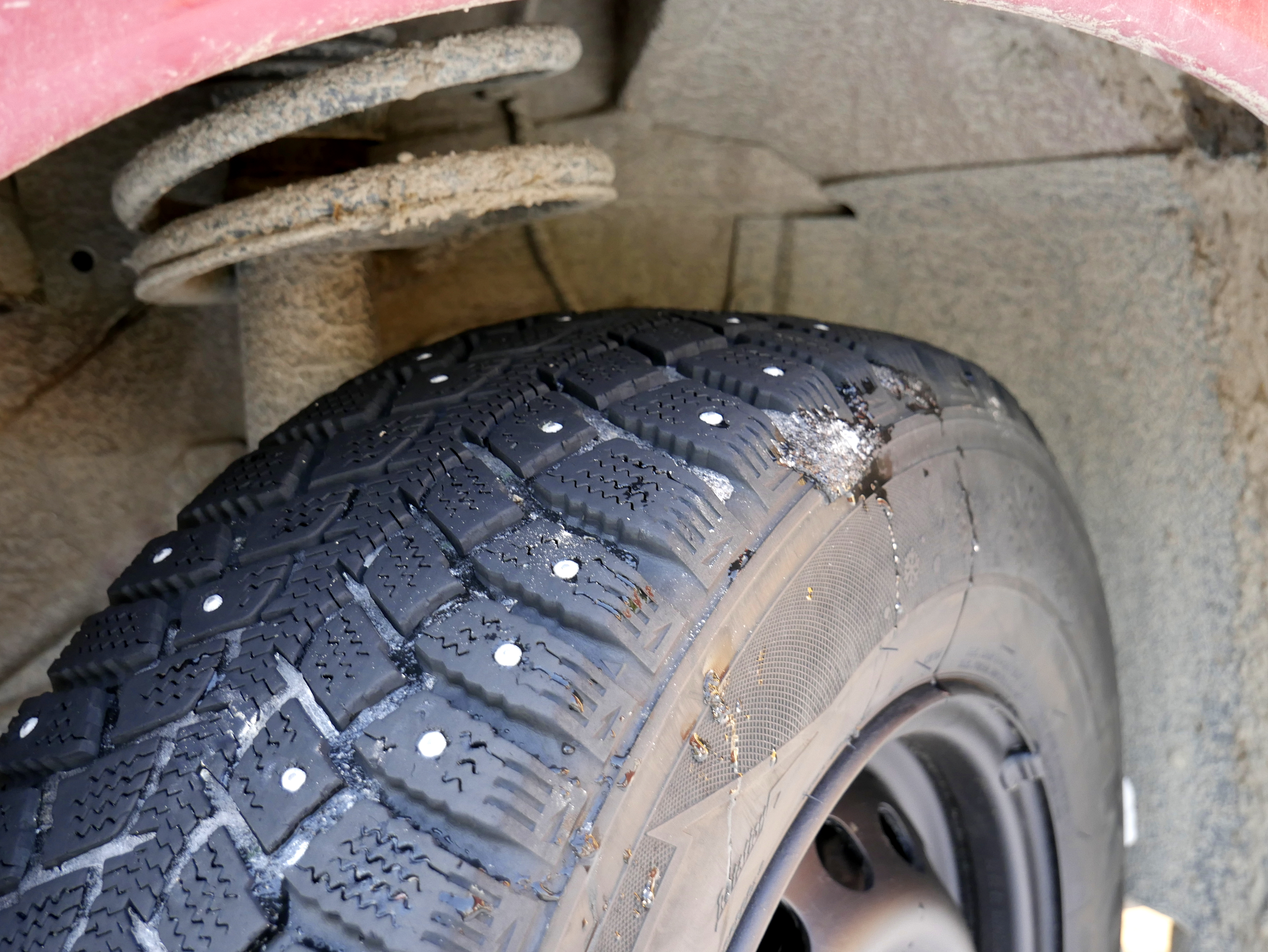
Le pneu neige clouté améliore la sécurité, mais une étude (Fukuzaki, 1986) a montré que son utilisation peut tripler la pollution routière particulaire, via la dégradation de l'enrobé et des peintures au sol.

Enjeux environnementaux : La production de caoutchouc naturel avec la monoculture d'hévéa est une importante cause de destruction environnementale : déforestation, utilisation de pesticides... (en particulier au Cambodge et en Asie du Sud-Est) ; c'est pourquoi un accord européen interdit depuis décembre 2022 l'importation de produits issus de la déforestation dont le caoutchouc. De plus, la production de caoutchouc synthétique, comme la production du plastique, utilise beaucoup de combustibles fossiles (pétrole...). Les pneus sont par ailleurs non biodégradables et polluent durant et après leur utilisation.
Le progrès technique a certes rendu les pneus plus résistant aux crevaisons et contribuant moins à la consommation de carburant (et donc aux émissions polluantes des véhicules). Mais ce bénéfice a été perdu par la croissance du nombre de véhicules (ex. : 285 millions de pneus produits par an, rien que pour les États-Unis) ; en 2005, « plus de 80 % des particules respirables (PM10) urbaines provenaient du transport routier » et « l'usure des pneus et des freins est responsable de 3 à 7 % de ces émissions ».
Le pneu pose divers problèmes :

### Usure
Normalement utilisé, un pneu perd jusqu'à plusieurs millimètres de matière par an sur toute sa « bande de roulement ». Il s'ensuit une pollution, variable selon le nombre de véhicules, la météo et la manière dont les routes sont nettoyées ou non, le pH de l’eau, etc. Les pneus cloutés peuvent encore tripler la pollution particulaire de l'air près des routes en dégradant l'asphalte et les peintures au sol (mais le caoutchouc des pneus d'hiver semble être moins écotoxique que celui des pneus d'été).
Dans les années 1980, on s'intéresse à la toxicité des particules issues de l'usure des pneus. En 2004 elles sont reconnues comme polluants ajoutant leurs effets à ceux de l'usure des plaquettes de freins et des marquages routiers. Fin 2003, le CSTEE alertait la Commission européenne sur les risques environnementaux et sanitaires induits par ces particules inhalables et les HAP associés dont des B[a]P. Des particules de zinc sont aussi massivement dissipées dans l'environnement par l'usure des pneus,,.
Les seules routes européennes dispersaient vers 2005 dans l'environnement environ 460 000 tonnes de poussière et particules de caoutchouc enrichi d'additifs mal connus (soit l'équivalent de 13 150 camions de 35 t de caoutchouc de pneu dispersés dans l’environnement). En Suède en 2005, les chaussées et leurs abords en ont reçu environ 10 000 t. Peu de données scientifiques (méta-analyses en particulier) sont alors disponibles quant aux effets en matière de santé environnementale. Vers 2015, environ 1,5 million de tonnes de micro- et nano-débris de pneus polluaient ainsi l'environnement, soit 0,81 kg/an (en moyenne mondiale). Les pneus de voiture étaient la première source de microplastiques, devant les pneus d'avion (2 %), le gazon artificiel (12-50 %), l'usure des freins (8 %) et des marquages routiers (5 %).
La taille de ces particules module leur respirabilité et biodisponibilité. Vers 2015, 3 à 7 % des particules en suspension (PM 2,5) de l'air provenait des pneus, causant environ trois millions de morts par pollution de l'air (estimation OMS, 2012). Dès les années 1970, on distingue (histogramme bimodal) : 1) un groupe de particules de 7 à 100 μm ou plus ; 2) un groupe de particules nettement plus petites (inférieures à 1 μm), moins de 20 % du total, selon Cadle et Williams. Plus récemment, Fauser a estimé que parmi les particules de moins de 20 µm, plus de 90 % de la masse de ces particules était de moins de 1 μm (et le reste supérieur à 7 μm). Dans un environnement routier urbain fréquenté, on trouve de 1 à 10 μg de fragments de pneus par m3 d’air (2,8 μg/m3 en moyenne) soit environ 5 % du total des particules de moins de 20 μm en suspension dans l'air. En croisant ces données et de celles de Tappe et Null et de Ntziachristos, on a calculé que les 5-7 % de ces particules sont dans la plage de taille PM10 de la fraction respirable.
- océan mondial : 5-10 % du total des plastiques qu'il contient proviendrait des pneus[51], et on en retrouve aussi dans les sédiments.
- Traçabilité : un polluant peut souvent être traçé par sa signature signature chimique ou isotopique. Parmi vingt-huit éléments chimiques recherchés figurent :
  - le zinc, le plomb et le cuivre sont les plus typiques des pneus[57],
  - alors que le fer (Fe) et le sodium (Na) proviennent plutôt des plaquettes de frein (le sodium pourrait provenir de l'hexatitanate de sodium, Na2Ti6O13, dont on a montré en 2018 qu'il est aussi un photocatalyseur capable — en présence d'eau — de transformer le CO2 en CO[58])[59]. Certaines plaquettes de frein contiennent aussi du cadmium mais les pneus peuvent en contenir (c'est un contaminant du minerai de zinc).
- Chaine alimentaire : ces micro- et nanoparticules pénètrent notre chaîne alimentaire et les réseaux trophiques, mais avec des conséquences encore incomprises.
- Absence de réglementation : à ce jour[Quand ?] aucune règlementation concerne les particules émises par l'usure des pneumatiques, pourtant aussi nocives pour la santé et l'environnement que les particules des gaz d'échappement, car de même nature (les deux sont des particules de carbone élémentaire, qui donnent leur couleur noire aux aérosols de pollution et qui représentent jusqu'à 20 % des particules les plus fines — soit 2,5 μm — dans les zones de trafic)[60].
- Tendances : selon un étude[61] de la société Émissions Analytics, plus encore que la pollution induite par la surconsommation de carburant due à la résistance au roulement, les pneumatiques seraient responsables d'une pollution aux particules fines qui pourrait être jusqu'à « mille fois plus élevée » que celle des seules émissions de gaz d'échappement des véhicules. Cette différence (facteur d'ordre trois) s'expliquerait surtout par le fait qu'alors que les émissions de particules fines dues aux gaz d'échappement des moteurs à combustion interne ont été progressivement très réduites du fait d'une règlementation durcie dans divers pays — en particulier dans l'UE —. Cette pollution est renforcée par la mise sur le marché d'Automobiles de plus en plus lourdes et massives de type SUV et/ou véhicules électriques ou hybrides alourdis par leurs batteries : ce poids, combiné au volume élevé des pneumatiques de ce type de véhicules, et donc à une surface de roulement plus importante soumise à l'usure, explique qu'une quantité accrue de matière arrachée aux pneumatiques contamine l'atmosphère.

En outre, la plus grande performance des véhicules électriques en accélération, que ce soit au départ arrêté ou en reprise, implique une plus grande dégradation de matière des pneumatiques par kilomètre parcouru, et ainsi une émission plus importante de particules carbonées par arrachement.
- Solutions ? Des pistes sont : réduire le poids des véhicules — soit l'inverse de la tendance actuelle — ; produire des pneus plus résistants ; voter des mesures réglementaires ; prendre l'émission totale de particules fines par les véhicules (gaz d'échappement, abrasion des pneus et des plaquettes de freins) dans les normes réglementaires et écotaxes au lieu des seules émissions par le moteur.

Une étude (2009) montre qu'on trouve aussi dans les résidus d'usure de pneus des éléments provenant de l'asphalte. L'asphalte contient lui-même parfois aussi du caoutchouc issu du recyclage de pneus anciens[réf. nécessaire].

### Additifs allergènes et/ou polluants
Les pneus contiennent de nombreux additifs (charges, antioxydants, antiozonants, accélérateurs de vulcanisation, etc.) qui varient selon les marques, les époques et les types de pneus.
L'usure du pneu est source d'allergènes introduits dans la poussière urbaine et les embruns routiers.
La littérature scientifique et médicale cite notamment :
- les paraphénylènediamines, isopropylaminodiphénylamine (ou IPPD), très allergènes[63] ;
- le latex (proportionnellement plus présent dans les pneus de camions que d'automobiles[64]). La sensibilisation au latex et à des molécules proches s'est beaucoup développée, concomitamment à une aggravation de l'asthme[65] et des allergies de contact (dermatites de contact)[66],[67],[65].

Pour rendre le caoutchouc naturel ou synthétique stable aux ultraviolets et plus résistant à la chaleur, à l'usure, aux déformations et au sel de déneigement, on lui a intégré de nombreux additifs, dont des produits organiques, des métaux lourds et métalloïdes, des plastifiants, des benzothiazoles, des paraphénylènediamines, dont l'isopropylaminodiphénylamine, très allergènes,.
Certains de ces produits sont mutagènes,.
Certaines de ces molécules se sont montrées mutagènes in vivo et in vitro (test des comètes).

### Noir de carbone
Le noir de carbone est la principale charge du caoutchouc (d'une taille de 50 à 600 nm ou en agglomérats de 227 μm en moyenne ; 90 % de son usage mondial l'est sous forme de charge dans le caoutchouc, de pneu essentiellement). Il est introduit dans le caoutchouc de pneu sous forme de très petites particules. Lors du processus de production, nombre de ces particules adsorbent des molécules organiques de type HAP.
Le noir de carbone est écotoxique et toxique. C'est un produit cancérigène avéré sur l'animal de laboratoire et il est supposé cancérigène par l'ARC pour l'Homme. Les travailleurs exposés à ce produit ont un risque accru de cancer du poumon,,, mais sans que l'on ait pu montrer de relation dose-effet (et une étude allemande n'a pas mis en évidence d'augmentation de risque de cancer de l'estomac, du poumon ou du larynx chez les ouvriers exposés d'une usine).

### Métaux et métalloïdes
- Zinc : chaque pneu en contient au moins 1 %[76] et jusqu'à 2 % en poids. Tant qu'il est piégé dans le pneu, il ne pose aucun problème, mais l’usure du pneu est source de pollution par le zinc[77],[78],[79], très délétère quand le pneu se dégrade sous l’eau ou que ses particules polluent l’eau comme l’ont montré Nelson et al. (1994)[80], et Evans (1997)[81], surtout si l’eau est acide[82]. Les taux de zinc retrouvés dans les fumées et dans les particules d'usure de pneu dépassent les seuils de toxicité pour la vie aquatique et les plantes[65].

Selon l'EPA et l'USGS, vers 1995, la simple usure routière des pneus relarguait aux États-Unis autant de zinc dans l'environnement que tous les incinérateurs du pays ; et en 1999, ce sont de 10 000 à 11 000 tonnes de zinc qui ont ainsi été dispersées dans l'environnement rien qu’aux États-Unis, concourent à la pollution routière,,,, etc.).
- Cadmium : le pneu en contient peu mais il est très toxique, et par exemple retrouvé chez les oiseaux urbains (pigeon notamment).
- Sélénium : une étude (1996) a retrouvé du sélénium en quantité préoccupante dans le sang d'ouvriers d'usine de caoutchouc[87].

Un environnement acide aggrave le relargage de métaux par les particules issues de l'usure des pneus, or la pollution automobile est elle-même inacidifiante.

### Polluants organiques et aromatiques
HAP et COV : après la pluie, les lixiviats de divers matériaux très utilisés par l'industrie automobile contiennent et diffusent des AP, alkylphénols éthoxylés et BPA sont retrouvés dans l'eau de ruissellement.
Les HAP sont très présents dans les pneus, au moins jusqu’au milieu des années 2000-2010 en raison de l’utilisation par les fabricants d'hydrocarbures hautement aromatiques (huile HA).
Les toxicologues spécialistes de ces questions espéraient qu'en Europe l’étiquetage environnemental des pneus aurait pu rendre les HAP moins fréquents et/ou moins abondants dans les pneus neufs, mais cet étiquetage (obligatoire depuis 2012, après avoir été négocié avec les fabricants) n'a finalement retenu que 3 paramètres (rendement énergétique, capacité de freinage sur sols mouillés et niveau sonore). Il n'indique rien sur les ingrédients toxiques ou non du pneu. Les huiles hautement aromatiques sont supposées être moins utilisées mais si c'est le cas des HAP continueront à sourdre du caoutchouc des pneus anciens et/ou portés par des véhicules non-européens. De très faibles doses induisent un effet subléthal chez la truite : en 2003, Stephensen et al. ont montré que les HAP de pneus induisentt une activité d'éthoxyrésorufine-O-dééthylase (EROD) délétère sur la truite arc-en-ciel,. Des truites placées dans des bassins avec un pneu contenant des huiles HA dans la bande de roulement ou un pneu sans huiles HA présentent toute une induction du cytochrome P4501A1 (CYP1A1) dès 24 h. Des analyses de la bile de poissons exposés y montrent des HAP hydroxylés et des composés azotés aromatiques prouvant que ces composés sont bien absorbés à partir de l'eau par ces poissons. Après 15 jours d'exposition, l'activité EROD et l'ARNm du CYP1A1 reste élevée et un peu plus intense chez les poissons exposés au HA que chez les autres. Ont été notés dans les 2 groupes une activation des antioxydants et des anomalies du taux de glutathion total dans le foie, de la glutathion réductase hépatique, de la glutathion S-transférase et de la glucose-6-phosphate déshydrogénase ; plus nettement dans le groupe exposé aux HA. On a montré en 2005 que des troubles comparable apparissent chez des truites placées dans des aquariums alimentés en eau par des tuyaux en caoutchouc contenant deux additifs courants (2-mercaptobenzothiazole ou MBT et diphénylamine ou DPA et des composés structurellement proches), qui semblent en cause, et qui sont également retrouvévés dans la bile des poissons. Dans ce cas, les mesures de Vitellogénine n'ont pas indiqué d'effet œstrogénique.

### Perturbateurs endocriniens
Des perturbateurs endocriniens (et des composés sources de lésion du foie) sont dispersés par l'usure (et à partir des granulés ou « poudrette » de pneus introduits dans les pelouses synthétiques de terrains de sport artificiels).
Une étude récente (2017) a exposé des fragments de pneus à des tests de lixiviation au méthanol et à l’eau, montrant que les pneus libèrent dans l'environnement (l'eau de ruissellement routier notamment) deux perturbateurs endocriniens :
- du bisphénol A (BPA) ;
- du nonylphénol (NP) ;
- de l'octylphénol (OP). Parmi des dizaines de matériaux automobiles et urbains testés, les pneus étaient la seule source importante d'octylphénol (OP) (1 à 10 ng/g dans les eaux lixiviées)[88].

Dans les années 2010, ces produits sont désormais trouvés dans toutes les eaux de ruissellement urbaines.

### Écotoxicologie
Depuis les années 1990, des chercheurs plaident pour des études interdisciplinaires et pour une modélisation de la pollution associé à la gestion des pneus usés.
On a montré (2006) que les substances relarguées par les pneus se montrent toxiques pour la daphnie (espèce modèle courante en toxicologie) et en 2009 qu'ils peuvent être retrouvés « dans tous les compartiments environnementaux, dont l'air, l'eau, les sols / sédiments et le biote » ; les taux maximaux (PEC) de microparticules issues de l'usure des pneus dans les eaux de surface varient de 0,03 à 56 mg/l, grimpant de 0,3 à 155 g/kg de matière sèche dans les sédiments, deux milieux où ils peuvent être absorbés par des animaux, filtreurs notamment. Une étude basée sur Ceriodaphnia dubia et Pseudokirchneriella subcapitata a cherché à calculer la PNEC (en anglais : Predicted No Effect Concentrations) et le ratio PEC/PNEC pour l'eau et les sédiments. Ce ratio dépassait la valeur 1, ce qui signifie que ces particules présentent un risque pour les organismes aquatiques, suggérant qu'il serait utile de traiter ou gérer les particules de pneus usés notamment dans les eaux de ruissellement routières et urbaines. En 2009, divers tests écotoxilogiques en laboratoire (sur l'algue Pseudokirchneriella subcapitata, deux crustacés : Daphnia magna, Ceriodaphnia dubia, et sur un poisson Danio rerio) ont confirmé ces risques à moyen et long termes pour trois types différents de pneus, aux concentration attendues dans l'environnement, ces effets écotoxiques et reprotoxiques ayant été attribuée au zinc d'une part et aux composés organiques lixiviés.

#### Distinction pneumatiques été/hiver
Plusieurs études ont montré que les teneurs d'un pneu en produits toxiques ou écotoxiques varient significativement selon la marque, le type de pneu, son âge ou son pays de fabrication. En outre une importante différence existe entre pneus d'été et pneus d'hiver. Ainsi la Suède fait partie des dizaines de pays nordiques (ou d'altitude) qui utilisent des pneus d’hiver en saison froide. En 2005 des chercheurs se sont demandé si les deux types de caoutchouc présentaient des toxicités différentes : ils ont exposé des daphnies à de l'eau dans laquelle avait macéré durant 72 h des râpures de douze pneus de voitures (marques choisies au hasard mais comprenant des pneus d’été et d’hiver). Des effets toxiques sont apparus chez la moitié des daphnies exposées dès les vingt-quatre premières heures pour un lixiviat de 0,29 à 32 g de pneu râpé par litre d’eau, et dans les 48 h pour des lixiviats moins concentrés (0,062 5 à 2,41 g/l d’eau) ; et les pneus d'été étaient plus toxiques que ceux d'hiver. Après l'exposition de 48 h, les daphnies ont été exposées à la lumière UV durant 2 h afin de tester la présence éventuelle de composés phototoxiques. Après activation UV, les CE50 variaient de 0,062 5 à 0,38 g/l. Quatre des douze pneus ont présenté une forte photoactivation (toxicité plus que décuplée). Cette étude a montré que les méthodes d’évaluation de la toxicité des pneus devraient mieux tenir compte de la variété des pneus (été/hiver y compris) et d’une potentialisation par les UV solaires, notamment pour établir l'étiquetage environnemental des pneus de voiture, qui sans cela pourrait être affecté de grave biais d’évaluation.

### Émissions deCO2
Les grands manufacturiers se sont engagés dans des programmes de recherche pour réduire la résistance au roulement, sans entamer le potentiel d'adhérence du pneu, surtout en cas de pluie, ce qui était le cas des premiers pneus verts dans les années 1990. L'objectif des manufacturiers est que les pneumatiques contribuent pour 6 % des 120 g/km de réduction des émissions de CO2 fixés par la Commission européenne pour 2012. Les recherches portent entre autres sur l'introduction de nouvelles silices dans la gomme (Michelin) et sur l'utilisation de nouveaux matériaux d'origine végétale sous forme de nanoparticules (Goodyear).

### Perspectives: matériaux alternatifs ou écologiques
La biomimétique recherche des substituts plus écologiques aux plastiques et caoutchoucs. En 2019, un article publié par Acta Biomaterialia a montré que les tissus souples de la face ventrale du homard sont si résistants et élastiques qu'ils peuvent être comparés au caoutchouc industriel utilisé pour fabriquer les pneus, mais fabriqué à température ambiante et sans produits toxiques. Il s'agit d'une forme de chitine composée à environ 90 % d'eau (ce qui la rend particulièrement élastique et solide. Elle est agencée en feuillets d'épaisseur microscopique dont l'orientation des fibres varie pour chaque feuillet ; un peu comme dans un contreplaqué).

## Fin de vie
Le recyclage des pneus consiste à les réutiliser dans des filières de revente d'occasion et de pneus rechapés ou à en réutiliser la matière ; la valorisation des « pneus usagés non réutilisables » (PUNR) désigne la récupération et valorisation — dans le pneu usagé — de matériaux (caoutchouc, acier), ou de molécules énergétiques (gaz, huile) ou de produits chimiques réutilisables.
Le recyclage s’appuie sur l'une des trois approches suivantes :
1. D’abord réutilisation du pneu après contrôle pour un usage identique
2. Réparation du pneu pour un usage identique après rechapage (recyclage) ;
3. Utilisation du matériau pour produire de nouveaux objets d'usages différents (recyclage) ;
4. Traitement du pneu-déchet pour y récupérer tout ou partie de ses composants chimiques, afin de les réutiliser en carbochimie voire pour fabriquer du caoutchouc recyclé, lequel pourrait servir à produire de nouveaux pneus (ce qui ne semble pas encore être le cas, mais depuis peu la dévulcanisation permet de recycler du caoutchouc de manière à le réutiliser pour produire de nouveaux objets en caoutchouc).
Remarque : en France les opérations de valorisation énergétique des pneus, tout comme celles relatives à leur conversion en combustible et les opérations de remblaiement ne peuvent en aucun cas être qualifiées d'opérations de recyclage[99].

Le principe de hiérarchisation des usages et des valorisations veut en Europe que dans la gestion des déchets, l'incinération sans valorisation énergétique soit la dernière voie d’élimination choisie, quand le recyclage et d’autres formes de valorisation ne sont plus possibles dans les conditions techniques et économiques du moment. Quand le pneu ne peut être recyclé, d’autres formes de valorisation sont alors possibles  :
- l’incinération du matériau avec récupération d’énergie par exemple pour une industrie ou un réseau de chaleur urbain, avec valorisation possible des ferrailles résiduelles si elles étaient encore présentes dans le « combustible » ;
- une valorisation énergie en cimenterie où le pneu remplace le pétrole, le charbon ou le coke de pétrole (il produit à peu près autant de chaleur que l’anthracite)
- une valorisation matière en aciérie où le pneu est une source de fer ;
- pyrolyse ou autre méthode de récupération de molécules et/ou de vecteur énergétique (gaz et/ou « char » combustible).

Les autres solutions de recyclage et de « valorisation » des pneus en fin de vie sont :
1. La mise en décharge ;désormais interdite en Europe.
2. L'incinération sans valorisation énergétique